# Суварнабхуми
Суварнабху́ми или Суваннапхум (тайск. สุวรรณภูมิ — «Золотая земля», англ. Suvarnabhumi, мфа. sùwānnápʰūːm, SBIA, произносится как Суваннапум) — международный аэропорт Бангкока, крупнейший аэропорт Таиланда, один из крупнейших авиаузлов в Юго-Восточной Азии. Начал эксплуатироваться с 28 сентября 2006 года.
Расположен на востоке от Бангкока, в ампхе Бангпхли провинции Самутпракан. Аэропорт примыкает к району Бангкока Латкрабанг и находится примерно в 25 километрах от центра города.
Аэропорт является главным хабом для авиакомпаний Thai Airways International, Bangkok Airways и других. Был также главным хабом Thai AirAsia, которая с 1 октября 2012 г. перенесла свои операции в Донмыанг.
Из аэропорта можно уехать на общественном транспорте как в Бангкок (включая аэропорт Донмыанг), так и в соседние провинции и города.

## Название
Во время проектирования аэропорт носил название «Нонг Нгухау» (тайск. หนองงูเห่า), «Болото кобр», в честь небольшого канала, протекавшего через территорию аэропорта. 29 сентября 2000 года король Пхумипон Адульядет присвоил ему название легендарного царства «Суварнабхуми» («Золотая земля»). Суварнабхуми — это «Золотой мыс, территория, охватывающая, предположительно, территории нынешних Мьянмы, Таиланда, Лаоса, Камбоджи, Вьетнама, Малайзии, Сингапура», а не только Таиланда.
Название аэропорта สุวรรณภูมิ имеет корни в санскрите ( सुवर्ण — золото, भूमि — земля). Однако Королевское общество Таиланда в 2011 году выпустило новый официальный словарь тайского языка, где даёт транскрипцию чтения этого слова как "สุวันนะพูม", что легко транскрибируется в «Суваннапхум», в то время как оригинальное написание давало почву для дискуссий в тайском обществе

## История

### Причины создания
Аэропорт Суварнабхуми построен с целью заменить прежний аэропорт Донмыанг. Первоначально планировалось перенести в новый аэропорт все регулярные рейсы из старого, и, в дальнейшем, Донмыанг закрыть полностью. 28 сентября 2006 года аэропорт был закрыт для регулярных рейсов. Однако уже в марте 2007 года, аэропорты Донмыанг вновь начал использоваться, уже как второй аэропорт столицы, чтобы частично разгрузить Суварнабхуми от лоукост-компаний.

### Ранние стадии
- 1959 год — Правительство инициировало идею создания нового международного аэропорта.
- 1960 год — Правительство нанимает Litchfield, Whiting, Boune & Associates для проведения первичных изысканий и определяет, что аэропорт должен находиться на востоке от города на подходящем расстоянии в соответствии с рекомендациями американских специалистов.
- 1961 год — Министерство транспорта и коммуникаций утвердило площадку для застройки: территория тамбонов Rajadhewa, Nongprue, Srisajorakehnoi ампхе Бангпхли[англ.] провинции Самутпракан.
- 1971 год — Northop Airport Development Corporation делает предложение о постройке аэропорта на условиях 20 летней концессии.
- С 1963 по 1973 год Департамент гражданской авиации выкупает землю площадью 32 км².
- С 1974 по 1991 год — вопрос о строительстве не рассматривался.
- 1991 год — Правительство пришло к заключению о необходимости строительства аэропорта и уполномочило Департамент Аэропортов Таиланда (Airport Authority of Thailand, AAT) продолжить реализацию проекта.
- 1992 год, 20 марта — Департамент Аэропортов Таиланда нанимает консультационную компанию General Engineering Consultant (GEC) для контроля разработки и строительства.
- 1992, 25 марта — Правительство учреждает специальный комитет по строительству второго международного аэропорта Бангкока.
- 1995, 23 мая — Департамент Аэропортов Таиланда нанимает MJTA Group (Murphy Jahn Architecture, TAMS consultant, ACT Engineering consultant)[11] для строительства 1 терминала и конкорса.
- 1996, 27 февраля — было учреждено государственное предприятие «Компания нового бангкокского международного аэропорта» (англ. New Bangkok International Airport, NBIA), ответственное за строительство аэропорта.
- 1997, 27 мая — Правительство одобрило строительство аэропорта с 1 взлётно-посадочной полосой, рассчитанного на пассажиропоток в 20 млн человек в год, стоимостью 68 832 млн батов.
- 1998, 21 июля — Правительство одобрило изменение плана для увеличения пассажиропотока до 30 млн человек в год. Теперь одобрены были 2 взлётно-посадочные полосы и бюджет увеличился до 120 млрд батов.[12]

### Финансирование
В 2001 году контракт на строительство терминала (15,09 млрд бат) и конкорса (21,58 млрд батов) выиграло совместное тайско-японское предприятие ITO.
В 2002 году «Департамент аэропортов Таиланда» (AAT) был приватизирован в виде публичной компании «Аэропорты Таиланда» (AOT PLC) с государственной долей в 70% (такая же доля государственного участия сохраняется и в 2019 году).
В 2003 году контракт на строительство ВПП выиграло совместное тайско-японское предприятие ITO, предложив выполнить контракт за 7,44 млрд батов.
В 2006 году «Компания нового бангкокского международного аэропорта» была окончательно поглощена компанией публичной компанией «Аэропорты Таиланда» (тайск. บริษัท ท่าอากาศยานไทย จำกัด (มหาชน), англ. Airports of Thailand PLC), созданной в 2002 году.
В строительство аэропорта было вложено к 2006 году около 125 млрд батов. 73 млрд батов (58.4%) принёс заём у Японского банка международного сотрудничества (ЯБМС).
Закупки для аэропорта осуществлялись согласно строгим нормам ЯБМС в отношении прозрачности и открытости. Такое участие японского банка обусловлено тем, что, несмотря на популистские заявления о том, что аэропорт строится ради пассажиров, важную роль сыграла потребность японских и тайских компаний — экспортёров в круглосуточно работающем аэропорте, связанном с Бангкоком, промышленными предприятиями и портом Лемчабанг, построенными вместе с ним современными автомагистралями.

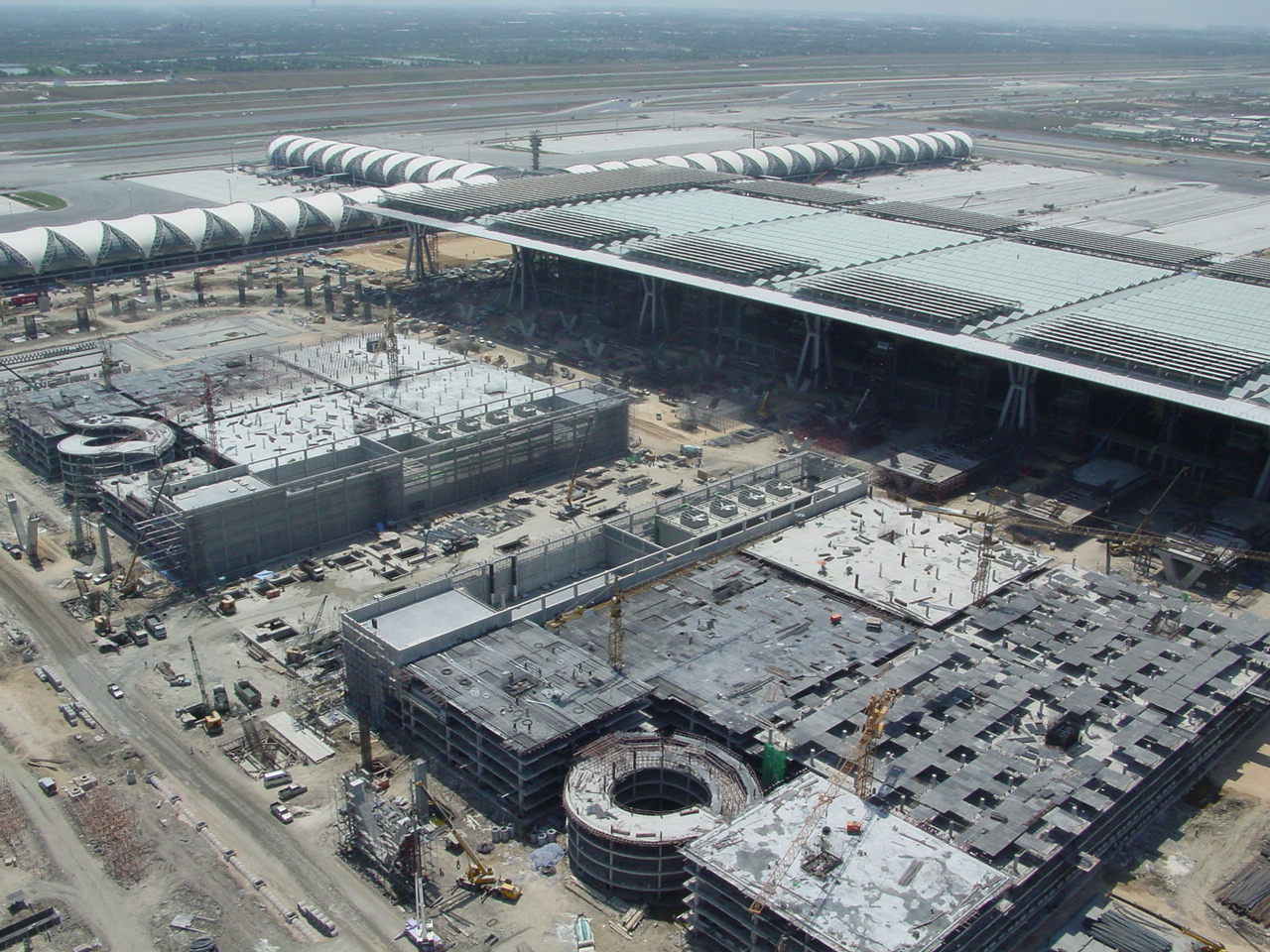
Строительство паркинга у Терминала 1

### Сооружение

#### Подготовка почвы
До выполнения строительных работы территорию будущего аэропорта, занятую частично болотами необходимо было осушить. Особое беспокойство вызывал так называемый слой "Бангкокская глина" - слой очень мягкой глины толщиной 8 - 10 метров. Для этого были созданы насыпи по периметру будущего аэропорта, дренажные каналы, а также установлена преднагруженная система вертикального дренажа. Структура расположения дренажных труб с заглублением в 10 метров имела в основании квадрат со стороной 1 метр. Местами для осушения также использовалась вакуумная система вертикального дренажа. Всего на этом этапе было использовано: 6 млн кубометров песка, 9 млн м² фильтровальной ткани, 41 000 км дренажных труб, 5,3 млн кубометров гравия. Осушение продолжалось более 6 месяцев, чтобы достичь нужных характеристик почвы. В итоге уровень грунта опустился в среднем 1 метр. Первый этап работы по подготовке грунта был начат в ноябре 1997 года. Большая часть работ была завершена к сентябрю 2003 года, а все земляные работы закончены к августу 2004 года. Общий бюджет составил 9,54 млрд батов.

#### Предварительные строительные работы
Контракт на установку свай был заключён 12 сентября 2001 года. В октябре 2001 года начались работы по устройству фундамента аэропорта общей площадью 32 км². Для расчёта необходимого количества и качества свай было выполнено 19 тестовых бурений и ещё 20 контрольных бурений в процессе строительства. Под землёй было обнаружено несколько водоносных слоёв на глубине от 100 до 200 метров. Причинами для беспокойства при проектировании были опасения из-за возможного оседания грунта и отрицательного поверхностного трения свай из-за значительного обеднения водоносных горизонтов, а также разная степень нагрузки до (15 000 метрических тонн вертикальной нагрузки) на разные участки территории. Также приходилось учитывать общую структуру мягкого грунта, включающего как иловые наслоения, так и мягкие глины и пески. Коренная порода находится на глубине более 500 м. При строительстве использовались пустотелые сваи из преднапряжённого бетона (15019 штук диаметром 600 мм были установлены 17 машинами) и бурозаливные сваи (9647 штук по 600 мм и 771 штука по 100 мм). Сваи устанавливались на разные глубины вплоть до отметки -42 м. Также было установлено 306 панелей общей площадью 20 000 м² для туннеля метро. Проект выполнялся 4 субподрядчиками, а часть буровых установок были арендованы в Сингапуре. Свайная конструкция предполагает возможность возвращения водоносных слоёв в результате ожидавшегося уменьшения потребления воды Бангкоком.

#### Терминал 1
Король Таиланда заложил первый камень в основание первого терминала аэропорта 19 января 2002 года. Для строительства терминала были приглашены лучшие европейские, японские, американские специалисты. Ключевые компании, вовлечённые в работу над терминалом:
- Архитектурное решение, победившее в международном конкурсе в 1994 году воплощалось с 1995 по 2005 годы компанией Murphy/Jahn[22].
- Инженерное решение разрабатывалось компаниями Werner Sobek Ingenieure (конструкция фасада, дизайн интерьеров)[23], John A. Martin & Associates of Nevada и ACT Consultants Co., Ltd.
- Управление проектом — TAMS Consultants / Earth Tech
- Конструкция основного терминала — Martin/Martin consulting engineers.
- Климатический дизайн — Transsolar Energietechnik.
- ОВК — Flack + Kurtz.
- Световой дизайн — Yann Kersalé.
- Звуковой дизайн — Blum Laboratorium.
- Дизайн художественного оформления — NT Architects — Planners.
- Дизайн багажного транзита — BNP Associates.
- Основной подрядчик — совместное предприятие ITO (Italian-Thai Development, Takenaka Corporation и Obayashi Corporation).

### Открытие
Срок открытия аэропорта был назначен на 29 сентября 2005 года, однако вследствие многочисленных превышений бюджета, ошибок в строительстве и обвинений в коррупции этот срок выдержан не был.
29 сентября 2005 года (первоначальный срок открытия аэропорта) были проведены символические испытательные полёты с использованием двух самолётов авиакомпании «Тайские авиалинии» из аэропорта Донмыанг в аэропорт Суварнабхуми.
- Пробная эксплуатация аэропорта с пассажирами была проведена 29 июля 2006 года на внутренних рейсах шестью авиалиниями: «Тайские авиалинии», Nok Air, Thai AirAsia, Bangkok Airways, PB-Air и One-two-go Airline. 4800 пассажиров вылетели из аэропорта 24 рейсами. Премьер-министр Таксин Чинават принял участие в символической церемонии, вылетев из старого аэропорта Дон Мыанг в новый аэропорт Суварнабхуми.[24]
- Первые испытательные полёты в международном сообщении были проведены 1 сентября 2006 года. 2 самолёта «Тайских авиалиний», Боинг-747-400 и Аэробус-А300-600, в 9:19 одновременно вылетели из аэропорта в Сингапур и Гонконг. В 15:50 эти же самолёты прилетели обратно и выполнили одновременное приземление на взлётно-посадочных полосах 19L и 19R. Эти испытательные полёты показали готовность аэропорта справляться с большим потоком самолётов.
- 15 сентября аэропорт начал работать в ограниченном объёме, обслуживая три ежедневных рейса авиалиний «Джетстар — Азия» в Сингапур и некоторые внутренние рейсы «Тайских авиалиний» в Пхитсанулок, Чиангмай и Убонратчатхани. 
  - 21 сентября к ним присоединилась компания Bangkok Airways,
  - 25 сентября — Thai AirAsia,
  - 26 сентября — Nok Air.

В ходе испытаний аэропорт использовал временный код, назначенный ИАТА, — NBK.

#### Начало эксплуатации
Аэропорт Суварнабхуми официально открылся в 3:00 28 сентября 2006 года, переняв все рейсы из аэропорта Донмыанг. С этого момента код NBK был упразднён, а код BKK перешёл к новому аэропорту, Донмыангу же было присвоен код DMK.
- Первым прибывшим рейсом стал грузовой рейс LH8442 компании Lufthansa Cargo из Мумбаи в 3:05.[25]
- Первым вылетевшим рейсом стал грузовой рейс компании Saudi Arabian Cargo в Эр-Рияд.[25]
- Первым прибывшим пассажирским рейсом стал рейс VV171 «Аэросвита» из Киева.[25]
- Первый вылетевший пассажирский рейс VV172 «Аэросвита» в Киев.[25]

#### Ремонты и реорганизации
К 2012 году был выполнен ремонт во всех 124 санузлов аэропорта. Администрация аэропорта совместно с компанией SCG Building Materials отремонтировала 7 санузлов в рамках проекта "World Pleasure Airports by COTTO" в концепции "7 чудес Таиланда". Эти санузлы оборудованы передовыми санитарными решениями и декорированы каждый индивидуально. Стили санузлов отражают каждый соответственно: "жизнь на реке", "уличную жизнь", "цветочный рынок", "морской пейзаж", "движение", "праздник", "счастливый момент".

### Transfer Baggage Terminal (TBT)
К 2011 году выявились проблемы в работе аэропорта, в частности задержки при обработке багажа трансферных пассажиров, зарегистрировавших багаж до конечной точки пути. Среднее время обработки багажа составляло более полутора часов. AOT обратилась к компании МАА Consultants за разработкой проекта решения возникшей проблемы. Было предложено построить отдельный багажный терминал обслуживающий багаж только трансферных пассажиров между основным терминалом и запланированным Midfield Satellite. Были выполнены предварительные исследования и создан дизайн и проект двухэтажного здания с площадь помещений более 10 000 квадратных метров, которое должно осуществлять свою деятельность 50 лет. Для строительства была привлечена компания PSG, терминал был сдан в 2014 году. Предполагалось что строительство стального здания закончится к маю 2014 года, однако терминал начал работу 1 ноября 2014 года.

### Фаза 2
В рамках второй фазы развития аэропорта выделено 5 этапов (CC1 - CC5), самым заметным из которых является создание здания-спутника для основного терминала. Этап CC2 функционально не связан с сателлитом, поэтому выполняется отдельно и в другие сроки.

#### Midfield Satellite (SAT-1)
В рамках второй фазы развития аэропорта был запущен в эксплуатацию дополнительный терминал. Управляющая компания начала реализацию проекта развития Аэропорта Суварнабхуми с бюджетом 62 503 214 000 батов, чтобы увеличить пропускную способность аэропорта с 45 до 60 миллионов пассажиров в год. Проект включает строительство 6-этажного (2 подземных и 4 наземных уровня) терминала-сателлита Midfield Satellite 1 площадью 216 тыс. м².
Дизайн-проект разработан тайской дизайн-студией Design 103 International Ltd, над проектом работала группа компаний в составе: HOK Group, Inc., NACO (функциональный дизайн), MAA Group, контроль строительства осуществляет PPS One Works Ltd.

##### СС1. Строительство здания сателлита и туннеля под летным полем.
Сателлит построен под контролем и по технологиям китайской компании CSCEC. Строительные работы под руководством китайских инженеров выполнялись с опережением графика. Здание строилось с использование опалубки "летающие столы", что нетипично для Таиланда, однако ускорило процесс строительства. При строительстве использовались китайские технологии, материалы и инструменты. Лишь, цемент, сталь для арматуры и стальные опоры были произведены в Таиланде. Также в Таиланде были выполнено декоративное оформление здания.  Работы были закончены в июле 2021 года. Контракт на 431 миллион долларов стал крупнейшим на тот моментом контрактом для китайской компании. Его удалось заключить только из-за очень жестких временных ограничений: благодаря готовности китайской промышленности в кратчайшие сроки реализовать сложный проект были преодолены заградительные меры тайского правительства и законодательства в области строительства, создающие преференции локальным компаниям. Работы были выполнены компанией China State Construction Engineering (Thailand) Co, дочерней компанией концерна CSCEC. При проектировании и строительстве использовалась BIM модель вплоть до LOD500 при помощи Oracle Primavera P6 и трехмерного лазерного сканирования.
В 2019 году консорциум PCS Joint Venture (состоящий из Power Line Engineering Public Company Limited (Thailand) и China State Construction Engineering (Thailand) Co., Ltd. (дочернее предприятие CSCEC) заказал через Hitachi Elevator Thailand у японской компании Hitachi оборудование для механизированной транспортировки пассажиров (лифты, эскалаторы, траволаторы). Заказ был выполнен на заводах в Китае и Таиланде.

##### СС3. Реализация систем энерго- и водоснабжения.
Построена линия электропередач 115кВ, трансформаторная подстанция. Реализована система очистки сточных вод.

##### СС4. Реализация APM
Тайская компания Interlink Communication Public Company Limited заказала APM систему с CBTC производства Siemens реализованную с использованием подвижного состава Siemens Airval.

##### СС5. Реализация BHS и EDS.
BHS система выполнена компанией Siemens Postal, Parcel & Airport Logistics (SPPAL) на основе ячеек VarioTrays. Максимальная скорость движения багажа на 950 метровом подземном участке составляет 10м/с. В комплекс интегрирована система EDS (Explosive Detection System) - система обнаружения взрывчатых веществ.

##### Открытие
- Строительство должно было быть завершено в 2015 году.[44]
- Но уже в 2012 году срок ввода был отодвинут на 2017 год.[45]
- В 2014 году проект был приостановлен из-за отсутствия одобрения военного правительства.[46]
- Сроки были перенесены и модернизация должна была быть завершена в 2019 году.
- Однако, по состоянию на 2019 год, сроки готовности перенесены на 2021 год.[14]
- В 2021 году было объявлено, что терминал-сателлит будет готов к эксплуатации в 2023 году.[47]

В 2023 году были выполнены три тестовых испытания сателлита, имитирующих разные виды деятельности в разное время суток. Они были успешно завершены к 22 сентября 2023 года.
В мягком режиме ограниченной нагрузки сателлит начал работу 28 сентября 2023 года. Ожидается, что уже к концу 2023 года сателлит сможет работать с полной нагрузкой.
Первым обслуженным рейсом стал  XJ 0761 авиакомпании Air Asia X прибывший в 10:15 из Шанхая.
Торжественная церемония открытия была проведена 29 сентября 2023 под руководством Сеттха Тхависина.

#### Реорганизация пространства между зданием терминала и гостиницей.

##### СС2. Строительство офисного здания, паркинга, служебных переходов между терминалами
6 июня 2019 года был заключен контракт на строительство многоэтажного паркинга и офисного здания на месте открытой парковки напротив главного фасада первого терминала. Работы должны были быть выполнены до 14 декабря 2020 года компанией Rama 2 Civil Company Limited. В рамках этапа СС2 выполняются работы по строительству:
1. 5 этажное офисное здание компании AOT площадью 35 859 квадратных метров
2. 6 этажный паркинг, соединенный с имеющимися паркингами и зданием AOT. Вместимость парковки - 1000 автомобилей, площадь 30 512 квадратных метров.
3. Строительство подземной цистерны объемом 6 424 кубических метра.

Вместе с SAT-1 введенные мощности позволят эффективно обслуживать возрастающий пассажиропоток. К середине 2023 года работы этапа СС2 еще не были завершены.

## Технические данные

Схема аэропорта

### Взлётно-посадочные полосы
Аэропорт имеет две параллельные взлётно-посадочные полосы (шириной 60 м обе, длиной 4000 и 3700 м) и две параллельные рулёжные дорожки, обеспечивающие возможность одновременных вылетов и прилётов. В 2023 году аэропорт способен обслуживать 68 взлётов и посадок суммарно в час.

### Перрон
В аэропорте в общей сложности было 120 стояночных мест, в том числе 51 с телетрапами и 69 отдалённых; из них 8 могут принимать Аэробус-А380. После ввода SAT-1 добавилось 28 стоянок с телетрапами (8 из них для A380).

### Терминал 1

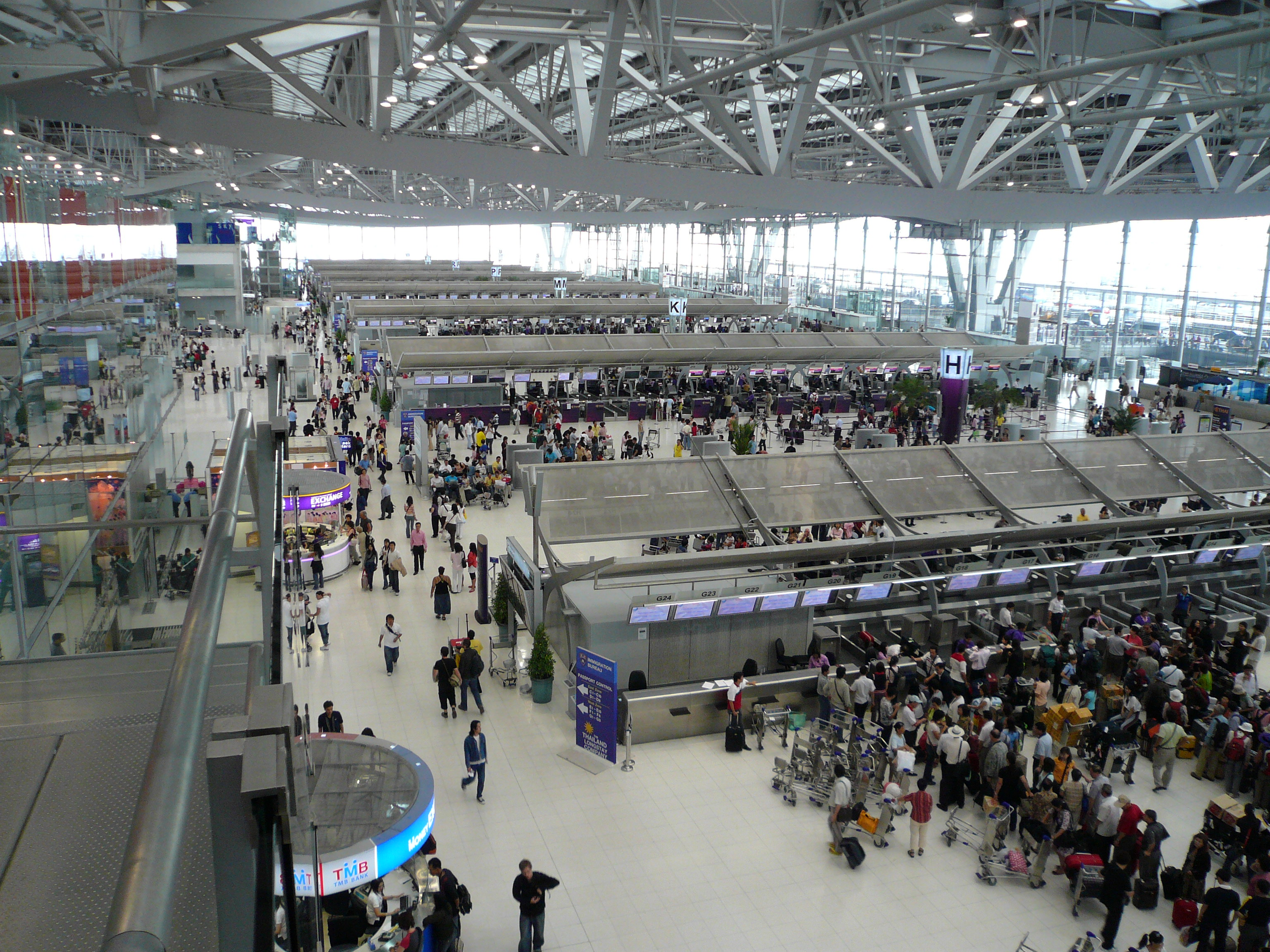
Основное здание терминала 1

Имеет максимальный предполагаемый пассажиропоток в 45 миллионов пассажиров в год. Состоит из одного здания, обслуживающего внутренние и международные рейсы. Зона прилёта находится на втором уровне, зона вылета на четвёртом уровне. Площадь сооружения 563 000 м². . Терминал представляет собой полностью стеклянное здание с крышей длиной 561 метр и шириной 210 метров, которая поддерживается 16 колоннами. Арочные пролёты составляют 126 или 81 метр. Кровля выполнена в виде жалюзи в форме крыльев, обеспечивающих защиту от солнца и дождя. Одной из особенностей терминала является система холодного пола. Для того, чтобы не устанавливать шумные системы кондиционирования, под каменными плитами пола проложены трубы с холодной водой. В терминале установлены входные группы NABCO, стальные двери Ceco с фурнитурой Schlage. Сиденья для пассажиров изготовлены компанией Akaba. Напольное покрытие производства Marblex и Lindner. Средства передвижения пассажиров выполнены фирмами KONE (лифты), Mitsubishi (эскалаторы), Hitachi (траволаторы). Система транспортировки багажа сделана Kawasaki. В зоне вылета расположены 360 стоек регистрации, подключённые к системе транспортировки багажа, и 100 безбагажных стоек регистрации (CUSS). Кроме того установлены стойки самообслуживания для приема багажа (CUBD)
В аэропорту 16 устройств АСПК установлены в 2012 году, однако были предназначены для граждан Таиланда, а с декабря 2023 года в зоне вылета способны обслуживать граждан всех стран.
Несмотря на заявления владельца аэропорта, что здание пассажирского терминала является крупнейшим в мире, до 2008 года лидерство удерживал международный аэропорт Гонконга с его 570 000 м². С 2008 года первое место перешло к терминалу № 3 международного аэропорта Пекин Столичный площадью 986 000 м².
Пассажирский терминал этого аэропорта занимает 20-ю строчку в списке крупнейших зданий и сооружений мира (по площади помещений).

#### Конкорс

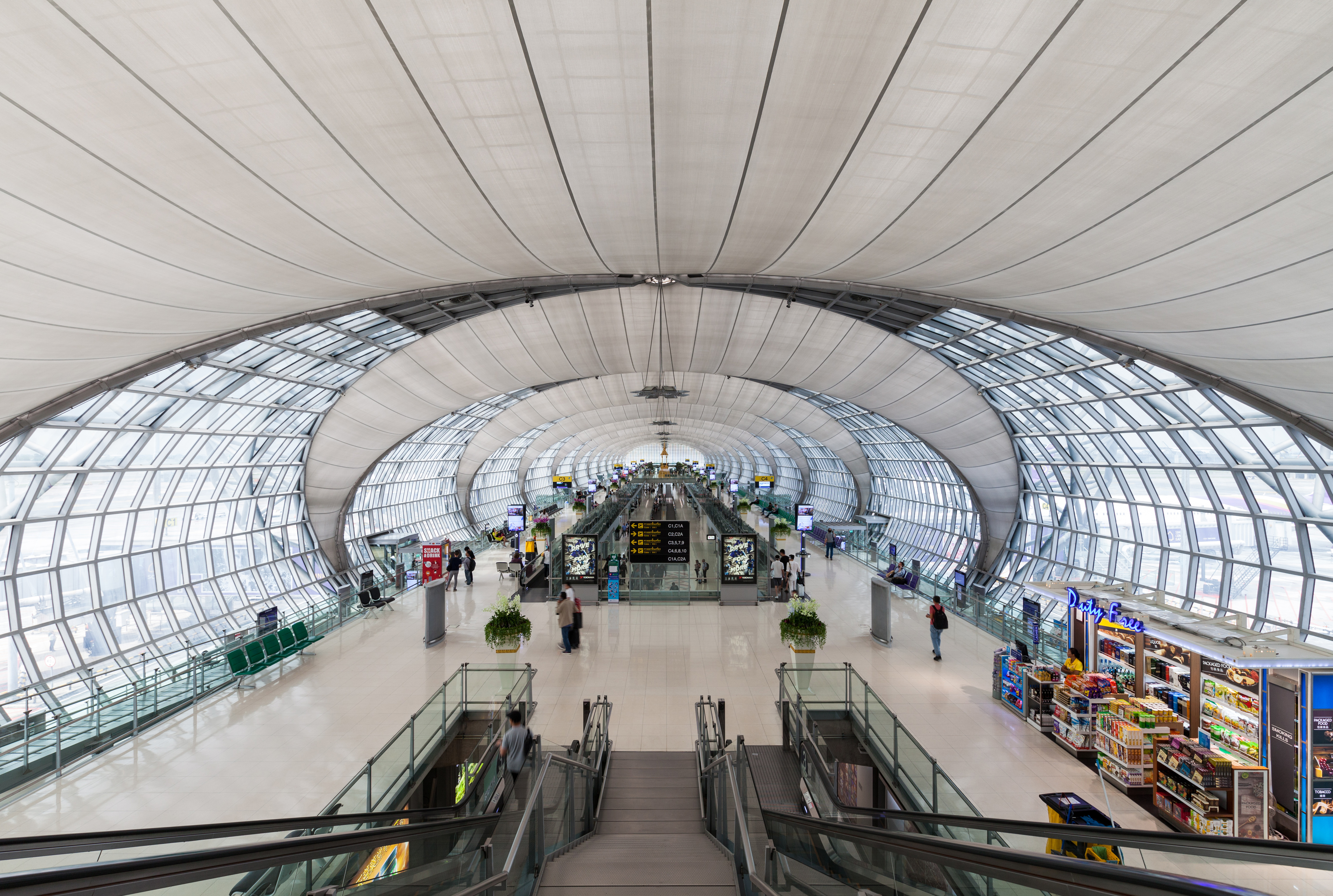
Один из конкорсов терминала

Конкорс состоит из 7 условных отделов, соединённых между собой, каждый отдел имеет своё обозначение. A, B, C, D, E, F, G. Только конкорс A обслуживает внутренние рейсы. Корпус конкорсов частично сделан из звукопоглощающего мембранного стекловолокна Hightex, всего изготовлено 108 фрагментов общей площадью 108 000 м² Площадь всего конкорса составила 381 000 м² , ширина 40 метров, максимальная высота 25 метров, общая длина 3213 метров. Каркас выполнен из стали.

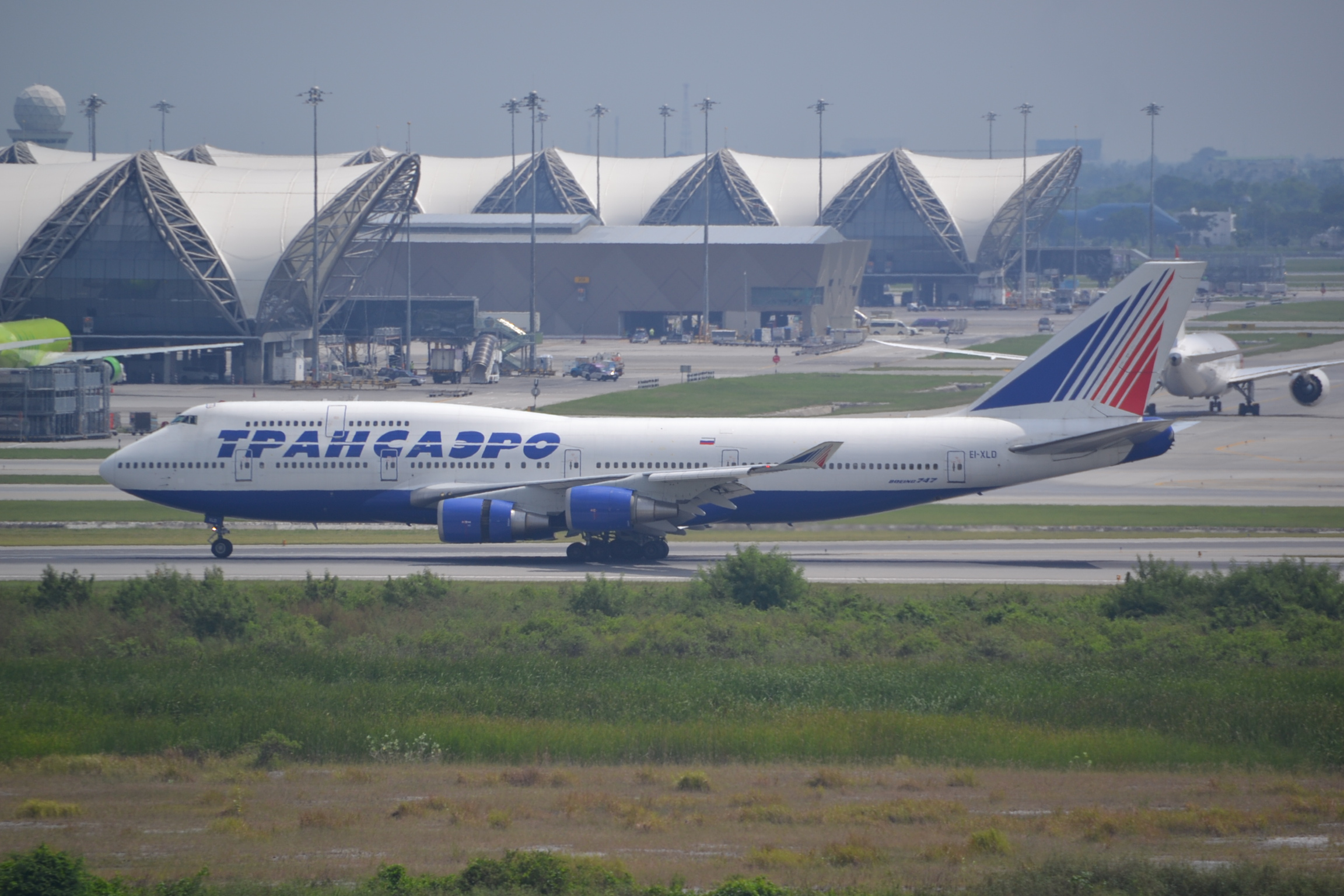
Boeing 747 на фоне конкорсов и TBT между ними

#### Transfer Baggage Terminal (TBT)
Двухэтажный терминал сортировки багажа трансферных пассажиров расположен над подземным тоннелем между Терминал 1 и SAT-1, имеет площадь помещений около 12550 квадратных метров и оборудован полным комплексом оборудования для сортировки и инспекции багажа. Совокупная производительность составляет до 66 единиц багажа в минуту. TBT интегрирован в комплекс обработки багажа основного терминала. 

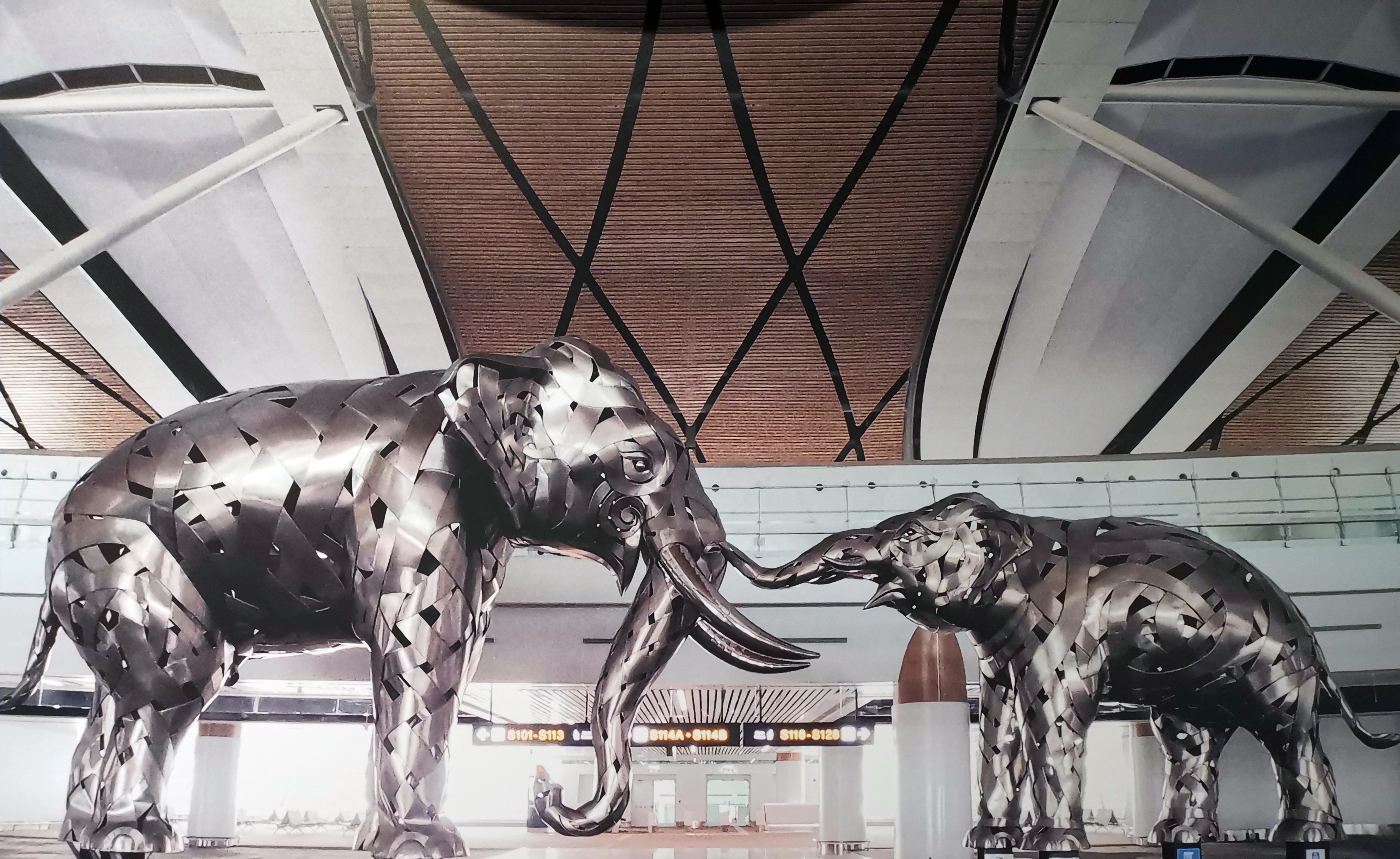
SAT-1

### Midfield Satellite (SAT-1)
В рамках второй фазы развития аэропорта был запущен в эксплуатацию дополнительный 6-этажный терминал-сателлит Midfield Satellite 1 (SAT-1) площадью 216 тыс. м² и длиной 1070 метров, который включает в себя 8 стояночных мест класса F для A380 и B747-800 (с тремя телетрапами каждый) и 20 стояночных мест класса E для B747 (с двумя телетрапами каждый). С основным пассажирским терминалом, сателлит соединяют автоматические подземные поезда. Дизайн-проект разработан тайской дизайн-студией Design 103 International Ltd Залы декорированы скульптурами тайских мифических животных, отделка вдохновлена тайской живописью и узорами. Туалеты отличаются дизайном, представляя 4 разных культурных региона Таиланда.
В сателлите установлены 53 лифта, 83 эскалатора, 38 траволаторов. Для пассажиров предусмотрено в SAT-1 10500 мест для сидения, в том числе за столиками в кафе.
- 3 этаж - залы для обслуживания VIP и CIP персон, премиальные залы авиакомпаний, рестораны, детская комната и молельня для мусульман.
- 2 этаж - зона вылета с магазинами Duty Free и кафе.
- 1 этаж - зона прилета с магазинами, пунктом медицинской помощи, садом и молельней для мусульман.
- Наземный этаж - служебные помещения, сад, автобусный гейты.
- B1 подземный этаж - на этом уровне расположена система обработки багажа.
- B2 подземный этаж - станция APM поездов для перемещения между терминалом и сателлитом.[62]

#### Транспорт
Пассажиры из сателлита в основной терминал попадают через тоннель под аэропортом. Внутри тоннеля проложены 4 параллельных пути, которые обслуживаются двух-вагонными автоматическими поездами Siemens Airval на шинном ходу (4 эксплуатируются, 2 резервных). Поезда APM вмещают до 210 пассажиров и способны перевозить 3590 пассажиров в час. Путь между терминалами занимает около 3 минут не учитывая время ожидания. Разработка и оснащение системы перевозки пассажиров выполнена компанией Siemens.
Багаж из сателлита в основной терминал попадает также по подземному тоннелю. Пиковая производительность автоматической системы сортировки и транспортировки багажа составляет 10 800 единиц багажа в час.

#### Технологии охраны окружающей среды
В сателлите система освещения разработана с использованием естественного дневного света, установлены солнечные панели для уменьшения расхода электричества, реализована система сбора и очистки воды. 

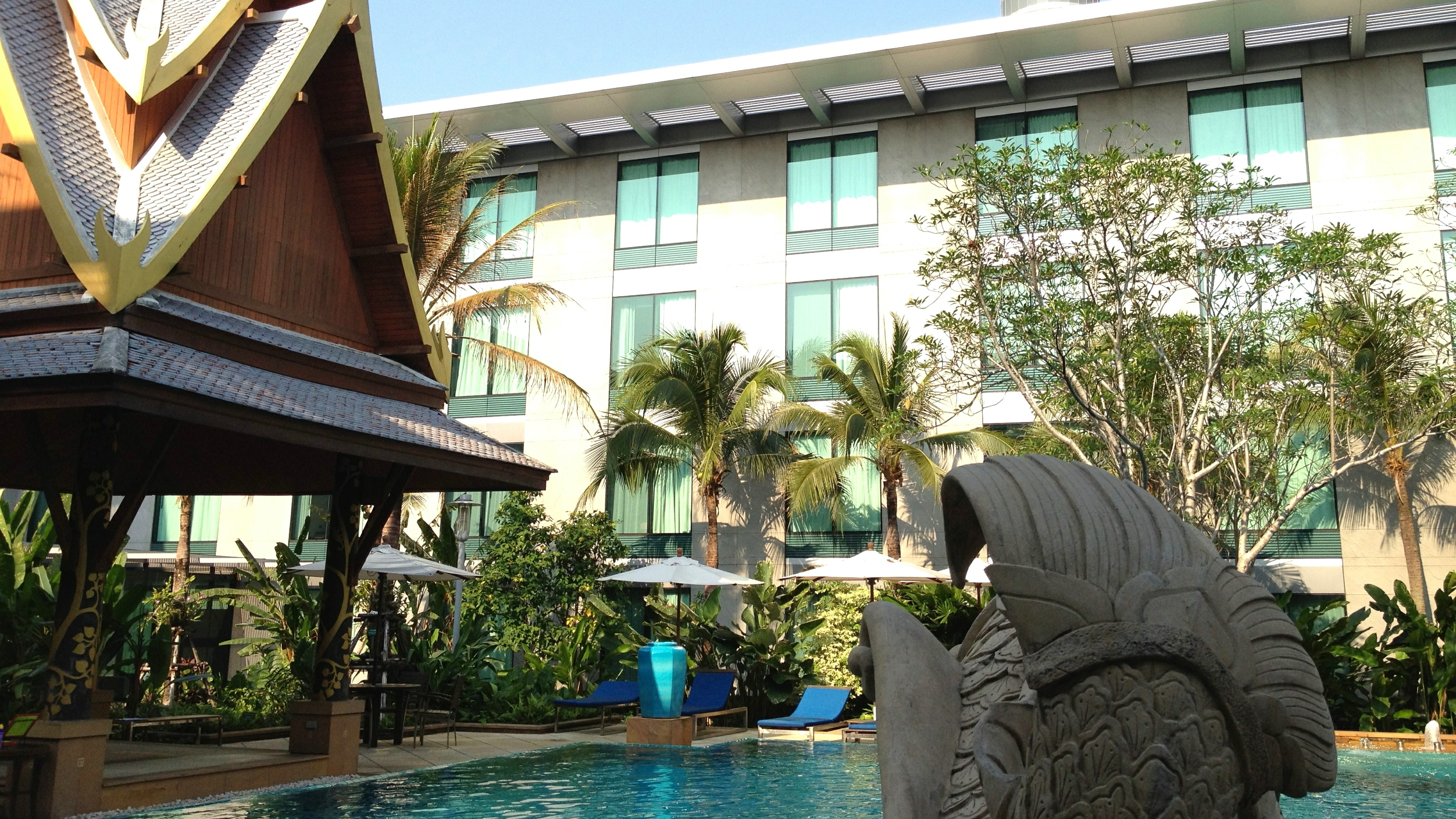
Гостиница

### Гостиница

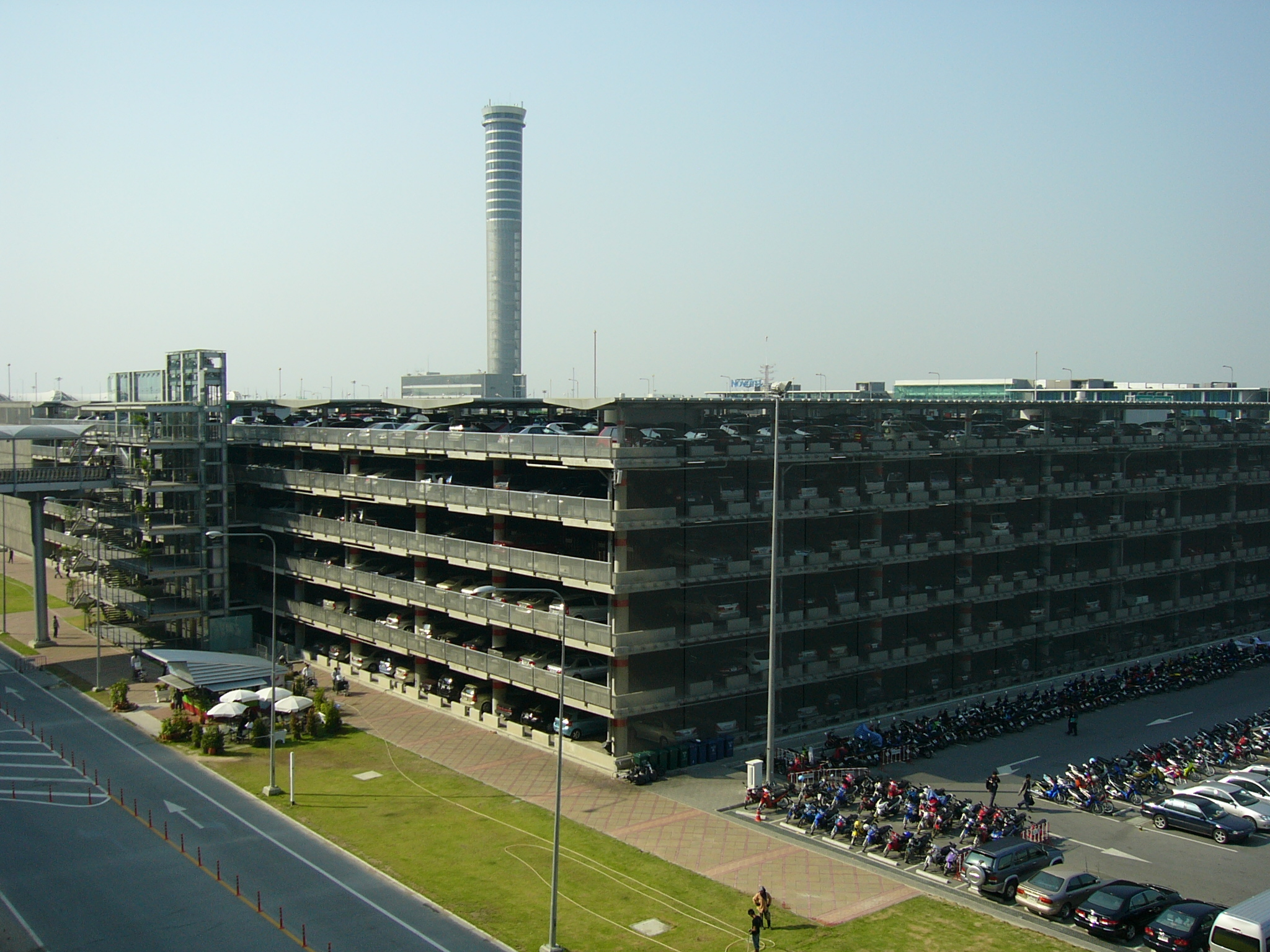
Парковка и башня управления полётами

Гостиница на 600 номеров бренда Novotel (обслуживается группой Accor) находится в 300 метрах от входа.

### Парковка
Между гостиницей и терминалом находятся два 5-уровневых паркинга общей вместимостью 5000 автомобилей. Также есть дополнительная парковка площадью 30 000 м² для 1000 автомобилей.

### Башня управления полётами
На момент создания и до 2013 года башня управления полётами являлась самой высокой в мире (132,2 м).  По состоянию на 2020 год башня является третьей по высоте среди ACT. Она оборудована всем необходимым для обслуживания 76 полётных операций в час.

### Грузовой терминал
Комплекс обслуживания грузоперевозок расположен отдельно и имеет совокупную площадь 549 416 м², способен обслуживать товарооборот в 3 млн тонн в год.

### Технические службы
На территории находится 3 пожарно-спасательные части 10 уровня по классификации ИКАО. На территории располагается трансформаторная подстанция. Подземная водопроводная сеть имеет длину 35 км. Собственные водоочистные сооружения способны обрабатывать 18 000 кубометров воды в сутки, перераспределяя впоследствии в системы кондиционирования и орошения.

## Рейтинги и награды
В 2012 году санузлы аэропорта получили награду "Лучший общественный туалет года" от Министерства здравоохранения Таиланда.
В списке лучших аэропортов мира по уровню комфорта пассажиров, составляемом компанией SkyTrax, Суварнабхуми занял 36 место по итогам 2018 года. К 2021 году аэропорт опустился на 66 место в рейтинге. В 2024 году аэропорт занял 58 место.
В рейтинге 2018 года компании AirHelp аэропорт занял 63 место из 143 оценённых.
В 2024 году аэропорт занял 7 место среди 1800 аэропортов мира по уровню сервиса в сегменте luxury по рейтингу компании AllClear.

## Критика
Пассажиры отмечают длительное время ожидания на паспортном контроле, постоянные проблемы в зале ожидания, недостаточное количество точек для зарядки мобильных телефонов, плохое отношение персонала, недостаточное качество обслуживания иноязычных туристов в информационных киосках
Аэропорт работает с превышением максимальной пропускной способности более чем на 30 % в течение нескольких лет, обслуживая более 60 млн пассажиров в год при норме до 45 млн пассажиров в год. Даже ввод в действие здания-сателлита не позволит выйти на нормальный уровень обслуживания при сохранении пассажиропотока. Это оказывает негативное влияние на туристическую отрасль и экономику Таиланда в целом.
Кроме вышеперечисленных недостатков Международная ассоциация воздушного транспорта (IATA) отмечает также низкое качество взлётно-посадочных полос: присутствие гудрона, трещин, вмятин на поверхности. Что впрямую влияет на безопасность полётов и износ как авиационной так и обслуживающей техники и персонала.
Также критике подвергаются постоянно увеличивающиеся как в стоимости, так и в количестве, сборы различных служб аэропорта. Авиакомпании вынуждены оплачивать содержание служб пограничного контроля. Сборы увеличивают цену перевозки для авиакомпании и негативно влияют на популярность аэропорта.

## Планы развития
Процесс развития аэропорта был разбит на несколько фаз.

#### Фаза 1
Строительство основного терминала и двух ВПП завершён в 2006 году. Аэропорт способен принимать до 45 млн. пассажиров в год.

#### Фаза 2
Строительство дополнительного терминала-спутника Midfield Satellite SAT-1 завершено в 2023 году. Аэропорт способен принимать до 60 млн. пассажиров в год.

### Актуальный план развития

#### Фаза 3
Эта часть модернизации аэропорта должна была быть выполнена в период с 2017 по 2021 год и должна увеличить к 2025 году пропускную способность аэропорта до 90 млн пассажиров в год. Можно выделить две важные части.

##### Строительство второго терминала
Проект строительства второго терминала у северо-восточного крыла основного терминала, впервые предложенный в 2014 году, подвергается критике как инженеров, так и общественных деятелей. Несмотря на то, что строительство терминала на северо-востоке от основного не было предусмотрено ни проектом 1993 года, ни мастер-планом 2003 года, проект получил одобрение и был запущен в реализацию. Строительство будет вестись на площади 420 000 м². В проект будет инвестировано 42 млрд батов. Терминал будет иметь 14 гейтов. Предполагаемая пропускная способность составляет 30 млн пассажиров в год.
Дизайн-проект второго терминала искусствоведами был признан вторичным, вплоть до плагиата. Сам автор проекта признал, что дизайн вторичен по отношению к его же проекту отеля. Другие источники утверждают, что дизайн, созданный DBALP Consortium, является плагиатом дизайна музея Yusuhara Wooden Bridge Museum на юге Японии. Что не помешало ему 22 августа 2018 стать утверждённым проектом после дисквалификации другого, более популярного дизайна от SA Group.
В конце 2018 года реализация проекта приостановлена и были проведены слушания на уровне правительства.
В начале 2019 года сооружение терминала вновь признано целесообразным, однако дизайн будет изменён.

##### Строительство третьей ВПП
Задача третьей ВПП в повышении пропускной способности аэропорта. После её ввода в эксплуатацию аэропорт сможет обслуживать до 94 взлётов и посадок суммарно.
Строительство ВПП и вспомогательных рулёжных дорожек должно быть завершено в 2021 году. В 2021 году предполагаемый год запуска был изменён на 2023. В 2023 году было объявлено, что запуск третьей ВПП произойдет в июле 2025 года.

#### Фаза 4
Реализация этой части запланирована на 2020—2026 годы и позволит увеличить к 2030 году пропускную способность аэропорта до 105 млн пассажиров в год. Предположительно, именно на этой фазе будет построен третий терминал. Предварительное название - Midfield Satellite 2 (SAT-2).

#### Фаза 5
Реализация этой части запланирована на 2025—2030 годы и позволит увеличить к 2035 году пропускную способность аэропорта до 120 млн пассажиров в год. В результате разработки проекта к 2021 году цели пятого этапа модернизации изменились. В него включено строительство Южного пассажирского терминала и четвёртой ВПП. Пропускная способность аэропорта должна достичь 150 млн пассажиров в год. Сроки реализации проекта остались те же.

### Отменённые проекты
Различные планы по увеличению пропускной способности утверждались с момента открытия аэропорта.

#### Терминал внутренних рейсов
Компания "Аэропорты Таиланда" в 2009 году инвестировала в строительство терминала внутренних рейсов 275 миллионов батов, ожидаемый период строительства - 2010-2013 годы. Работы по сооружению не начинались.

#### Терминал бюджетных авиалиний
Публичная компания «Аэропорты Таиланда», владелец и оператор аэропорта Суварнабхуми, объявила 21 июля 2006 года, что отдельный терминал для бюджетных перевозчиков должен быть построен за 600 миллионов батов (15,8 миллиона долларов США). Бюджетный терминал мог быть размещён у конкорса А главного терминала. Планировавшаяся пропускная способность —15 миллионов пассажиров в год. В качестве образца были взяты терминалы бюджетных перевозчиков в международном аэропорте Куала-Лумпура и сингапурском аэропорте Чанги. Однако после того, как был вновь открыт аэропорт Донмыанг, используемый некоторыми внутренними бюджетными перевозчиками, стало неясно, насколько нужен такой терминал. Работы по сооружению не начинались.

## Показатели деятельности
Время обслуживания  в 2024 году международных пассажиров составляло 22 минуты на прилете и 28 минут на вылете, а пассажиров местных линий - 12 минут на прилете и 16 минут на вылете.

### Деятельность аэропорта в 2015 году
В 2015 году через аэропорт Суварнабхуми было совершено 243 450 международных рейсов, 67 420 внутренних рейсов. Было перевезено 43 947 319 пассажира на международных рейсах, 8 436 898 пассажира на внутренних рейсах. Также было перевезено 1 240 320 тонн груза. В аэропорте приземлялись самолёты 96 авиакомпаний перевозящих пассажиров и 9 грузовых авиакомпаний. Всего обслуживается 162 заграничных направления в 59 странах и 13 направлений внутри страны.

### Деятельность аэропорта в 2018 году
Аэропорт Суварнабхуми занял 21 место по пассажиропотоку среди всех аэропортов, обслужив 63 378 923 пассажира.

### Деятельность аэропорта в 2022 году
Аэропорт обслужил рейсы в 57 стран по 132 международным направлениям в дополнение к 23 местным направлениям. Аэропорт принимал все классы самолётов - от A до F. Более половины рейсов через аэропорт сделали авиакомпании: Thai Viet Jet Air, Thai Smile Airlines, Bangkok Airways, Thai Airways International. При этом средний процент загрузки рейсов не превышал 70%, а у Thai Airways International был менее 10%. Наибольшее число рейсов были выполнены по направлениям Пхукет и Чиангмай. Услугами аэропорта пользовались в основном граждане (в порядке убывания): Таиланда (23%), Индии, Южной Кореи, Сингапура, США, Японии, Вьетнама, Великобритании, Германии, Китая(2,5%).

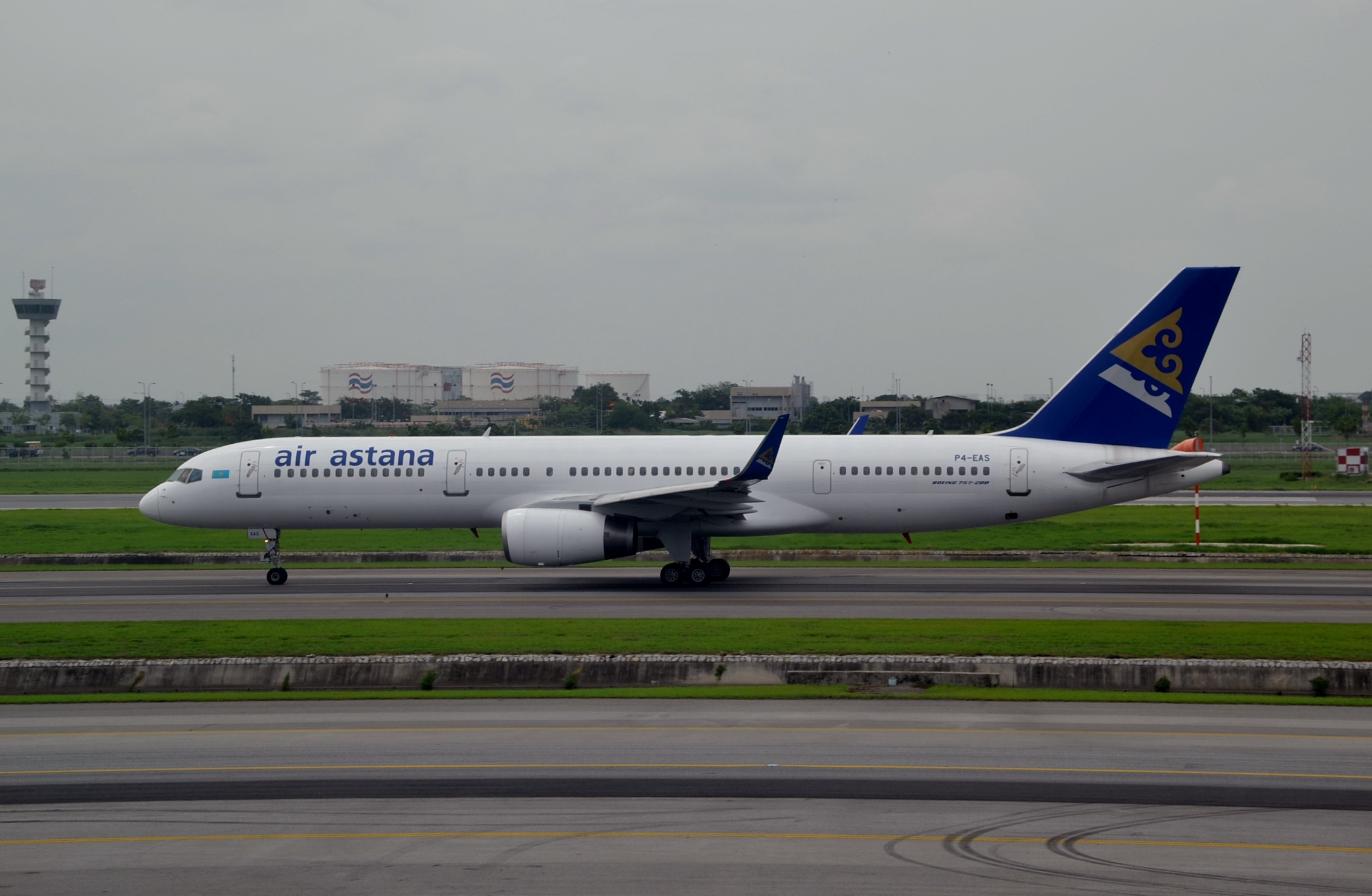
Boeing 757-200 Air Astana в аэропорту Суварнабхуми

### Перевозки по годам
| Год  | Количество пассажиров, чел. | Изменение к предыдущему году, % | Рейсы, шт.                               | Перевезено грузов и почты, т. |
| ---- | --------------------------- | ------------------------------- | ---------------------------------------- | ----------------------------- |
| 2006 | 11 652 669                  |                                 | 73 770                                   | 306 247                       |
| 2007 | 41 210 081                  | ▲ 253,65                        | 261 592                                  | 1 220 000                     |
| 2008 | 38 603 490                  | ▼ 6,33                          | 245 719                                  | 1 173 084                     |
| 2009 | 40 500 224                  | ▲ 4,91                          | 253 967                                  | 1 045 194                     |
| 2010 | 42 784 967                  | ▲ 5,64                          | 265 896                                  | 1 310 146                     |
| 2011 | 47 910 744                  | ▲11,98                          | 299 566                                  | 1 321 853                     |
| 2012 | 53 002 328                  | ▲10,63                          | 314 199                                  | 1 345 490                     |
| 2013 | 51 363 451                  | ▼11,92                          | 297 616                                  | 1 236 223                     |
| 2014 | 46 423 352                  | ▼9,62                           | 289 568                                  | 1 234 176                     |
| 2015 | 52 902 110                  | ▲13.96                          | 317 066                                  | 1 230 563                     |
| 2016 | 55 892 663                  | ▲ 5,65                          | 336 356                                  | 1 306 435                     |
| 2017 | 60 860 358                  | ▲ 8,89                          | 350 509                                  | 1 439 941                     |
| 2018 | 63 378 923                  | ▲ 4,1                           | 369 474 (из них 281 879 — международные) | 1 494 599                     |
| 2019 | 65 424 564                  | ▲ 3,2                           | 380 052                                  | 1 324 272                     |
| 2020 | 16 706 235                  | ▼74,4                           | 152 614                                  | 904 362                       |
| 2021 | 5 663 701                   | ▼66                             | 111 729                                  | 1 120 357                     |
| 2022 | 28 754 350                  | ▲ 407,61                        | 221 331                                  | 1 184 157                     |
| 2023 | 51 669 104                  | ▲ 79.80                         | 307 505                                  | 1 190 279                     |

### Пассажирское сообщение
В Суварнабхуми по данным за 2017 год самыми популярными по количеству перевезённых пассажиров и количеству взлётов и посадок являются «Тайские авиалинии", Bangkok Airways и Thai Smile Airways.
Данные из запроса в Викиданные.

#### Популярные международные маршруты
Падение показателей в 2014 году по перевозкам связано с переносом части рейсов во второй аэропорт Бангкока.
| Аэропорт          | Место в 2014 году | Перевезено пассажиров в 2014 году, чел. | Изменение 2013/14, % | Перевезено пассажиров в 2017 году, чел. | Изменение 2016/17, % | Место в 2017 году |
| ----------------- | ----------------- | --------------------------------------- | -------------------- | --------------------------------------- | -------------------- | ----------------- |
| Гонконг           | 1                 | 3 020 742                               | ▼15,3                | 3 971 531                               | ▲0,73                | 1                 |
| Сингапур — Чанги  | 2                 | 2 612 113                               | ▼21,9                | 3 128 653                               | ▲6,82                | 2                 |
| Сеул — Инчхон     | 3                 | 1 907 423                               | ▼10,1                | 2 629 925                               | ▲14,93               | 3                 |
| Дубай             | 4                 | 1 478 495                               | ▼22,3                | 2 025 049                               | ▲16,98               | 4                 |
| Токио — Нарита    | 5                 | 1 289 104                               | ▼2,9                 | 1 136 068                               | ▼ 0,84               | 8                 |
| Тайбэй — Таоюань  | 6                 | 1 113 418                               | ▼13,0                | 1 613 265                               | ▲25,03               | 5                 |
| Шанхай — Пудонг   | 7                 | 962 177                                 | ▼19,6                | 1 417 765                               | ▲7,27                | 6                 |
| Куала-Лумпур      | 8                 | 868 887                                 | ▼15,6                | 1 106 755                               | ▲19,32               | 9                 |
| Токио — Ханеда    | 9                 | 816 968                                 | ▼8,6                 | 1 094 946                               | ▲3,71                | 10                |
| Гуанчжоу — Байюнь | 10                | 752 345                                 | ▼13,1                | 1 237 258                               | ▲14,57               | 7                 |

## Транспортное сообщение

### Метро
Конечная станция надземной ветки метро AirLink находится на нижнем этаже пассажирского терминала. Время в пути примерно до 26 минут. Кроме того на различных станциях можно пересесть на другие транспортные системы: BTS, MRT, MRL. Стоимость проезда зависит от расстояния и колеблется от 15 до 45 батов.

### Автобус
От аэропорта отправляются различные виды общественного транспорта. Все виды общественного транспорта (кроме городских автобусов) останавливаются на 1 этаже у 8 выхода. Там же можно купить билеты.

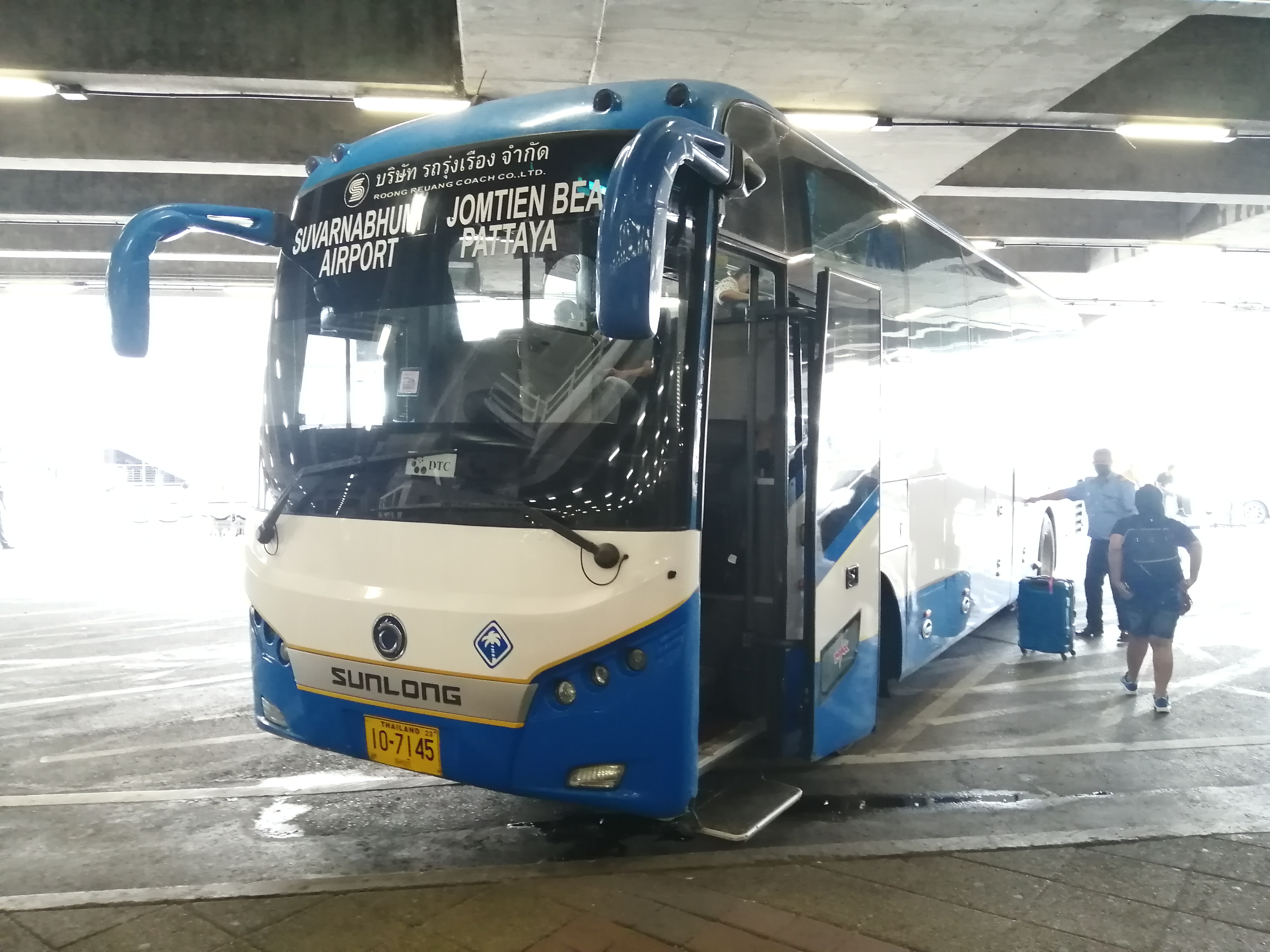
Междугородный автобус

#### Междугородный автобус
Из аэропорта можно напрямую уехать в разные города Таиланда: экспресс-автобусы (55 — Чаченгсау, 389 — Паттайя, 390 — Rongklua Market, 825 — Нонгкхай, 917 — Laem Ngob), обычные автобусы (9904 — Чонбури, 9905 — Паттайя, 9906 — Районг, 9907 — Чантхабури, 9908 — Трат, 9909 — Laem Chabang, 9916 — Сакэу). Стоимость следует уточнять на стойке. Сесть на автобус можно на первом этаже у 8 выхода. Также ходят автобусы в Хуахин, стоимость проезда в которых составляет 269 бат, время работы с 07:30 до 19:30.

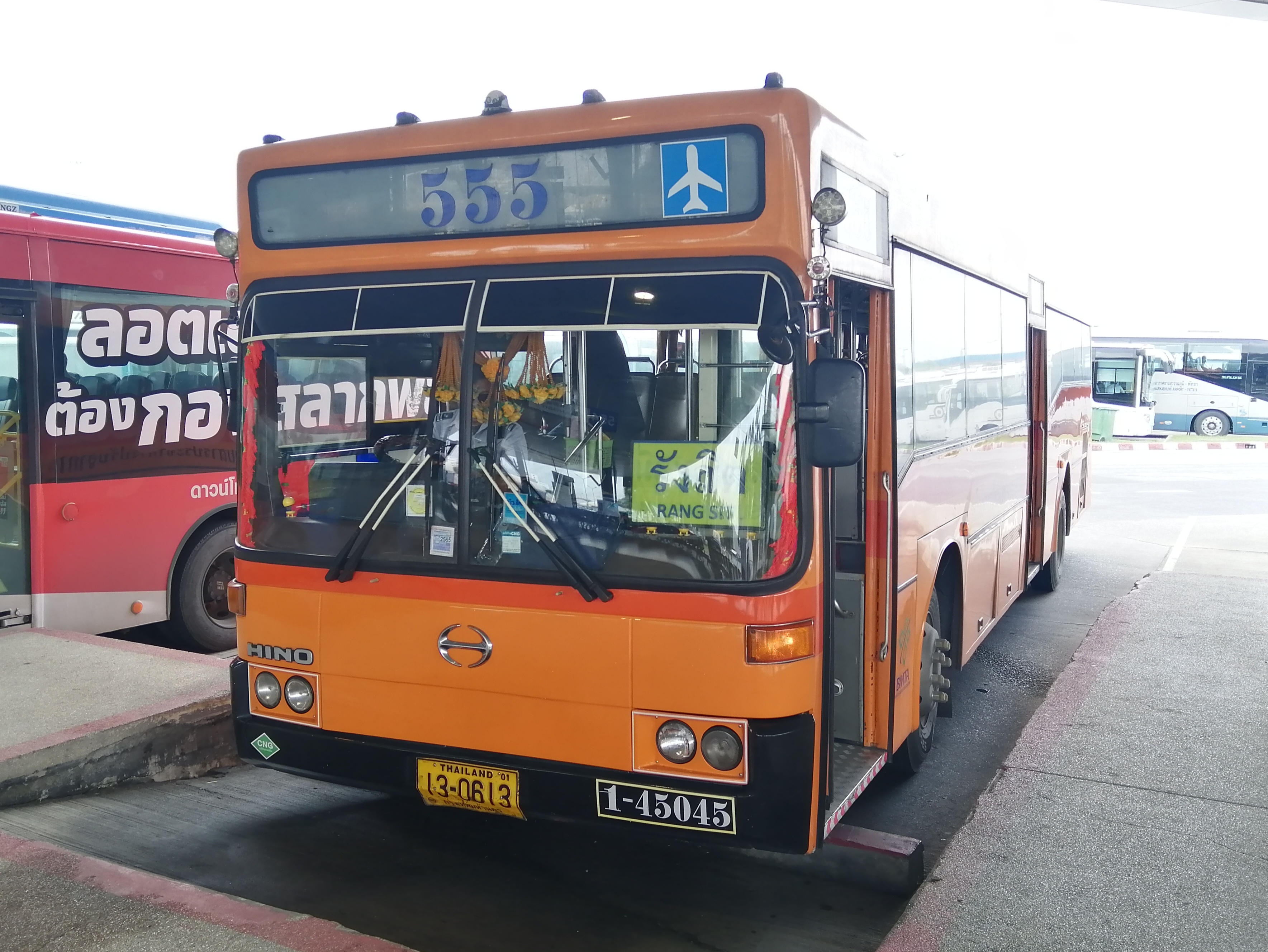
Городской автобус

#### Городской автобус
Городские автобусы BMTA двигаются по 5 основным маршрутам (№ 550, 553, 554, 555, 558). Отправляются от Public Transport Center. Время работы: с 5 до 22 часов. Стоимость проезда от 24 до 35 батов.

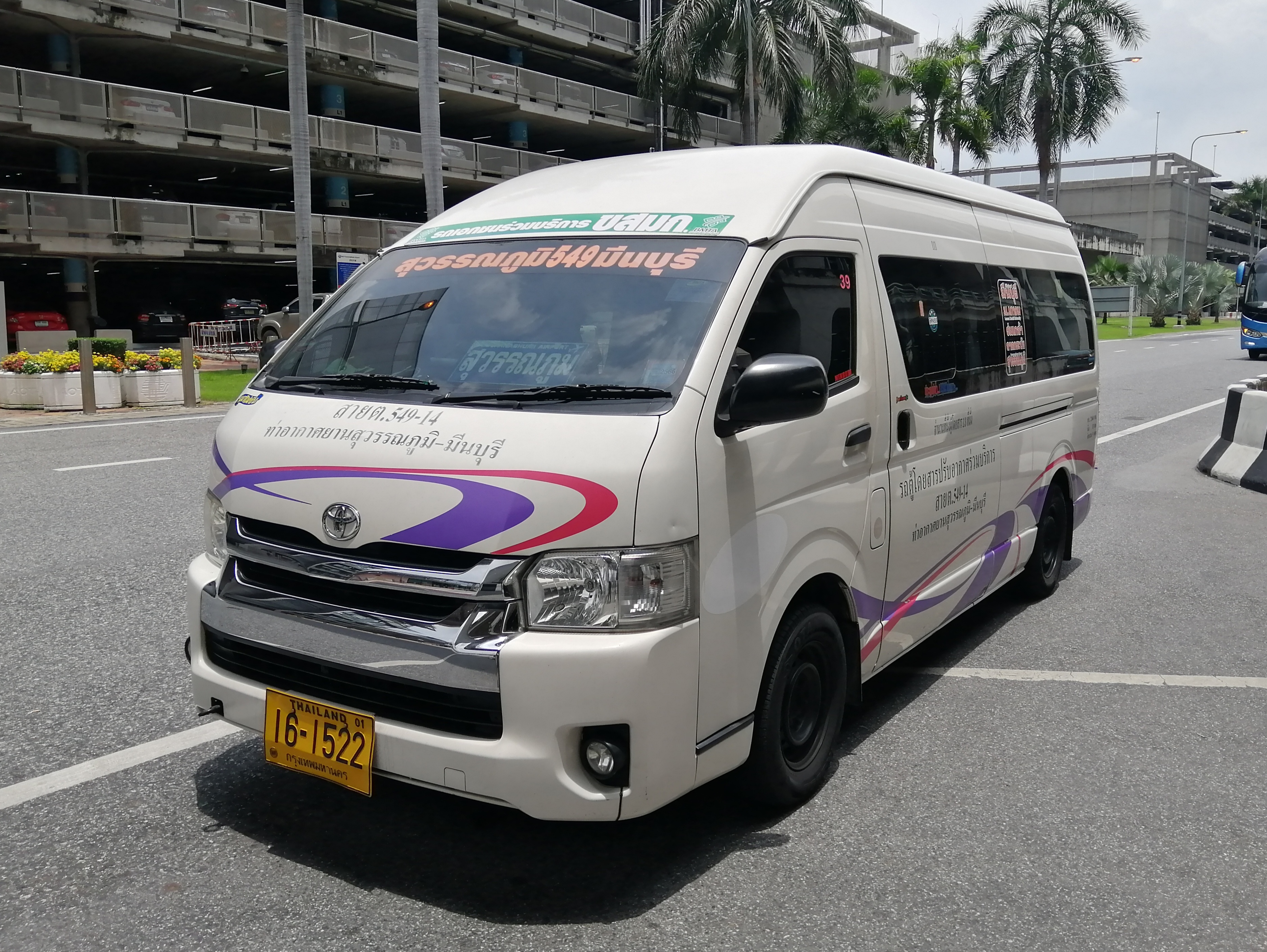
Минивэн 549 маршрута

#### Городской минивэн
8 маршрутов (№ 549, 550, 551, 552, 552а, 554, 555, 559), которые, как правило, дублируют городские автобусы имеют остановки у пассажирского терминала на 1 этаже у выходов 3 и 8. Стоимость проезда от 25 до 45 батов в зависимости от маршрута.

#### Автобус-экспресс.
Автобус ходит по 4 маршрутам: «АЕ1» Аэропорт — Силом (Silom); «АЕ2» Аэропорт — туристическая улица Као Сан (Khao Sarn); «АЕ3» Аэропорт — Сукхумвит (Sukhumvit); «АЕ4» Аэропорт — железнодорожный вокзал Хуалампхонг. Время работы автобусов с 05:30 до 24:00. Стоимость проезда 150 батов. Сесть на автобус можно на 1 этаже у выхода № 8.

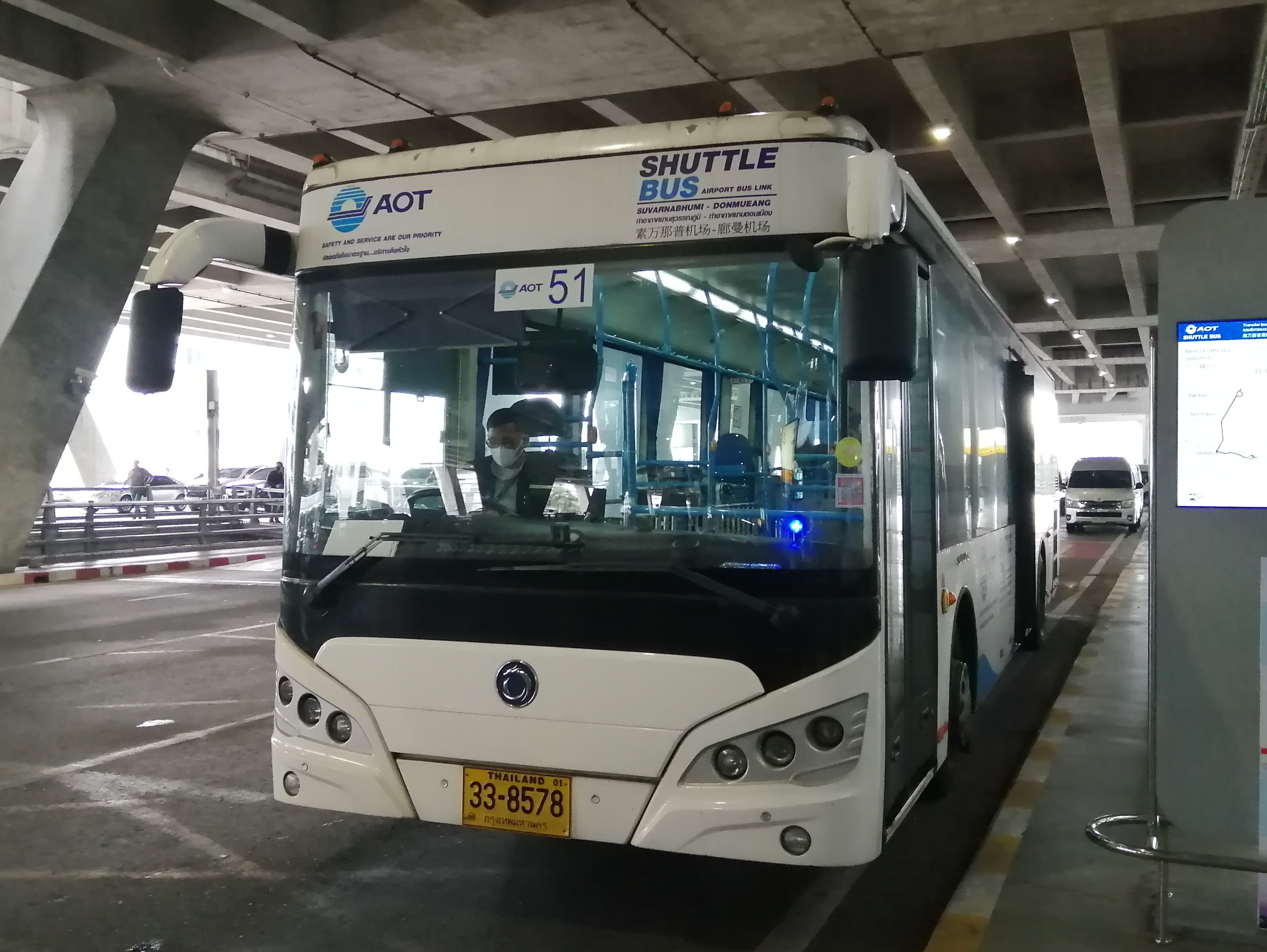
Шаттл в аэропорт Донмыанг

#### Трансфер в аэропортДонмыанг
Бесплатный автобус для владельцев авиабилетов ходит с 5 утра до полуночи с максимальным часовым интервалом. Маршрут называется «А1». Сесть на автобус можно на 4 этаже у выхода 5.

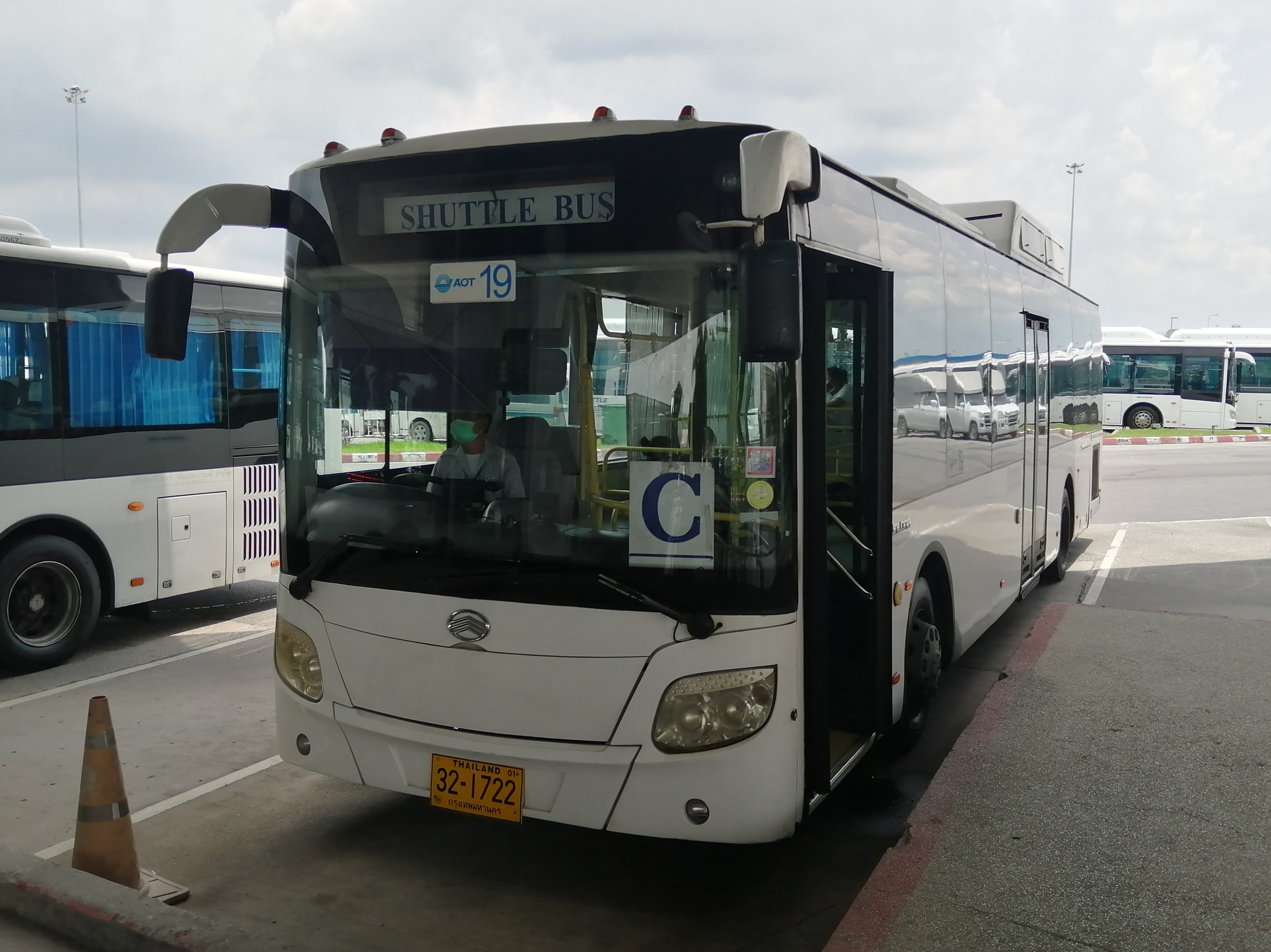
Шаттл по территории аэропорта

#### Шаттл
Бесплатный для пассажиров и персонала аэропорта автобус ездит круглосуточно по 5 маршрутам: «Express line», «A», «B», «C», «D», соединяя Public Transport Center и пассажирские терминалы. Около терминалов останавливается на 1 этаже у выходов 3 и 8, на 2 этаже у выхода 5, на 4 этаже у выхода 5.

### Такси
Такси удобный способ чтобы добраться до нужного места в Бангкоке. Посадка осуществляется на 1 этаже у выходов 4 и 7. Стоимость проезда зависит от расстояния, которое надо проехать. Кроме того взимается доплата 50 батов за посадку в аэропорте.

### Лимузин-сервис
Практически у любого выхода второго этажа можно сесть в частный лимузин, обратившись в киоски около лент выдачи багажа. Это наиболее дорогой способ передвижения.

### Прокат машин
Взять автомобиль можно на стойках компаний Avis, Hertz, Budget, Thai Car Rental Association у выхода № 8 на втором этаже.

## Происшествия
- 9 сентября 2013 года самолёт Airbus A330-300 выполнявший рейс TG679 компании "Тайские авиалинии" из Гуанчжоу выкатился за пределы взлётно-посадочной полосы. На борту находились 288 пассажиров и 14 членов экипажа. Пострадали 14 человек. Высадка из самолёта осуществлялась по аварийным трапам.[98]
- 30 марта 2017 года гражданин Австралии 32 лет разбился насмерть, выпав с 4 этажа.[99]
- 8 октября 2018 года самолёт Boeing 747-400 выполнявший рейс авиакомпании "Тайские авиалинии" TG679 при посадке соскользнул со взлётно-посадочной полосы и проскользил 100 метров по траве. На борту находились 97 пассажиров летевших из Гонконга и 18 членов экипажа. Они воспользовались аварийными трапами. 1 человек пострадал.[100]
- 6 мая 2018 года на территории аэропорта была успешно похищена организованной преступной группой с целью выкупа женщина 39 лет.[101]
- 12 октября 2018 года с четвёртого этажа выпал 52-летний немецкий турист. Разбился насмерть.[102]
- 19 октября 2018 года с третьего этажа упал 31-летний турист из Бразилии, сломав ногу в 2 местах.[102]
- 7 февраля 2019 года в здании служебной парковки произошёл взрыв огнетушителя. 1 сотрудник погиб, 4 ранены.[103]
- 11 февраля 2019 года с покончил жизнь самоубийством прыгнув с 4 этажа российский турист 44 лет.[104]

Служба безопасности аэропорта регулярно перехватывает наркокурьеров с различными грузами различных наркотиков, в том числе героина, кетамина, кокаина.

## Особенности

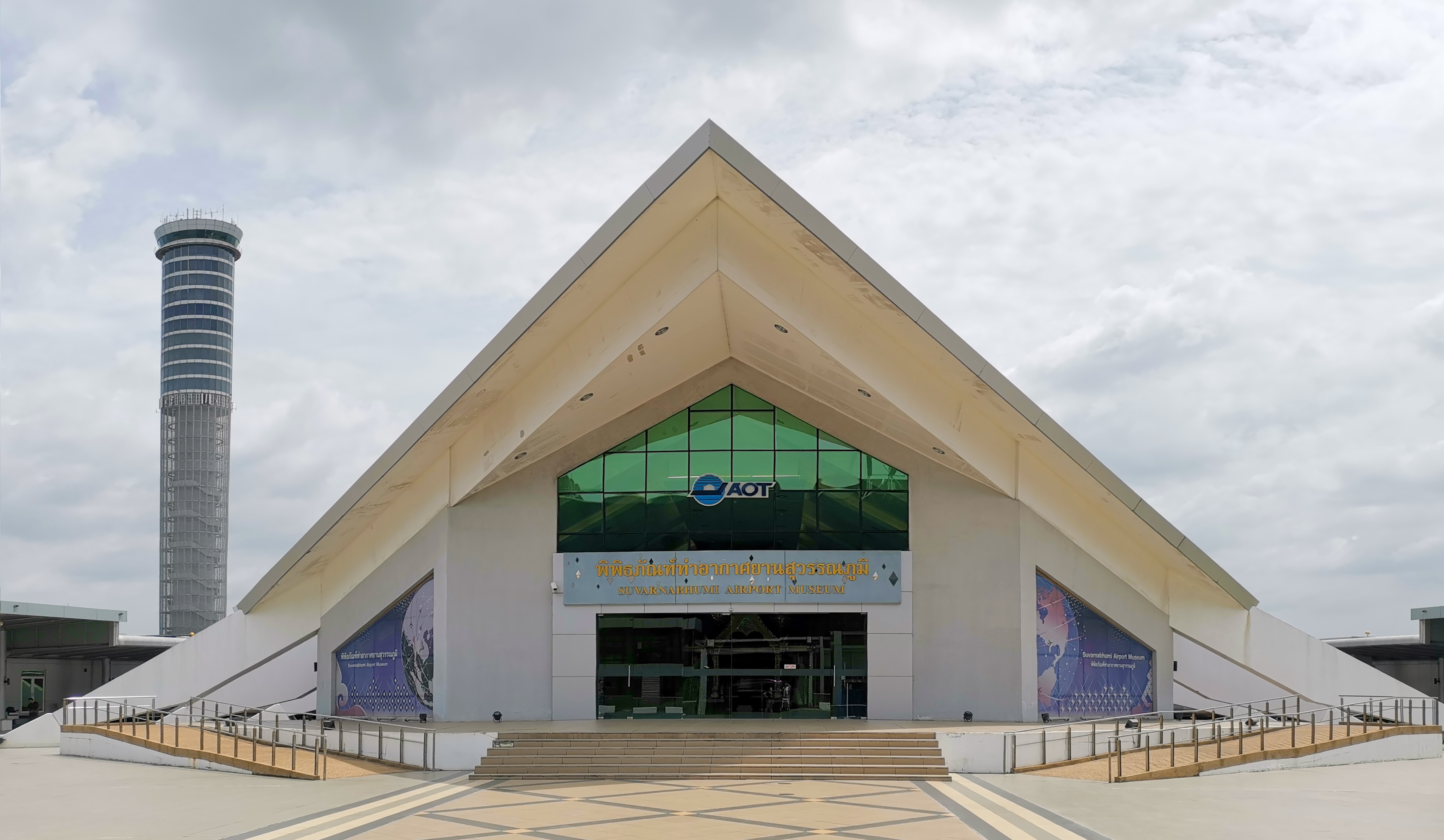
Здание музея

### Музей
Ознакомиться с историей аэропорта можно в музее, расположенном на крыше (6 этаж) парковки № 3 около здания первого терминала. Здание было открыто в 2016 году. Музей состоит из 9 залов общей площадью 900м². Он иллюстрирует развитие воздушных перевозок и сооружение аэропорта. Доступен для посещения с 9.00 до 16.00 по будням на безвозмездной основе.

### Велодорожка

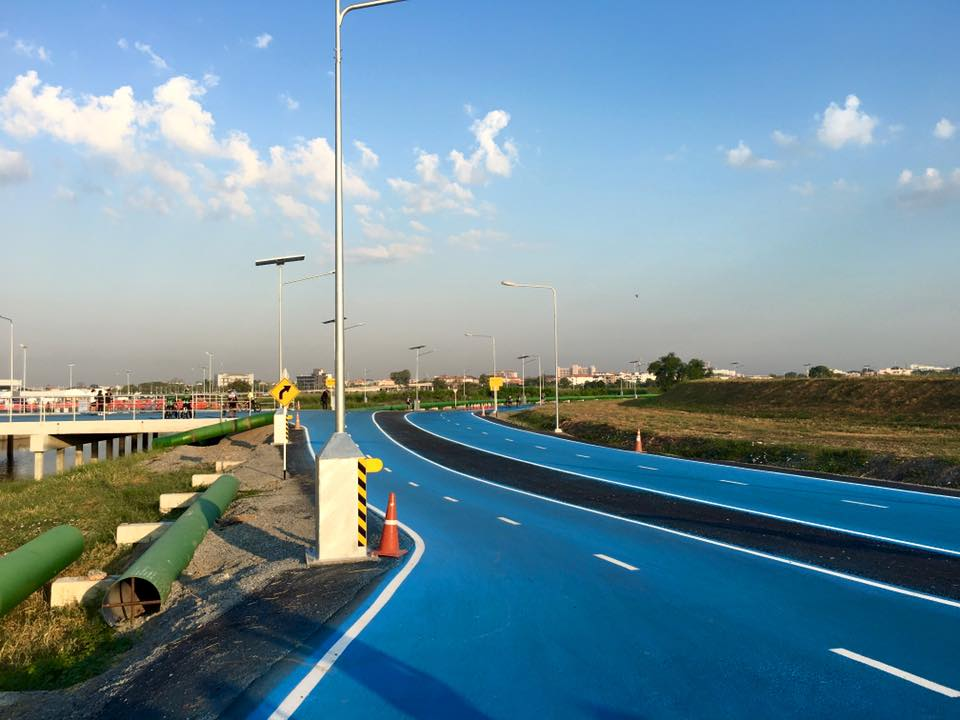
Выделенная велодорожка вокруг аэропорта

Велоспортивный комплекс начал создаваться вокруг взлётно-посадочных полос в 2014 году в рамках работ по защите аэродрома от наводнений. Комплекс состоит из парковки, магазинов, пункта проката, душевых и раздевалок, пропускного пункта. На общественном транспорте, соединяющем город и велодорожку длиной 23,5 км, провоз велосипедов запрещён. Доступ бесплатный, комплекс содержится и управляется компаниями Airports of Thailand Plc и Siam Commercial Bank Plc.
- Первое, тестовой открытие состоялось 23 марта 2014 года;[111]
- второе, торжественное открытие состоялось 20 ноября 2014 года под руководством министра транспорта;[111]
- в третий раз торжественно открылась велодорожка 26 декабря 2015 года под названием Sky Lane Thailand;[112]
- четвёртый раз эту же велодорожку открывал торжественно король Таиланда 23 ноября 2018 года под названием Happy and Healthy Bike Lane.[113]

### Призраки или духи
Духи занимают важную часть в культуре Таиланда. Ещё до открытия аэропорта проблемой стало поверье, что в аэропорте часто появляются неприкаянные духи, а также призраки, из-за того, что сооружение возведено на месте кладбища. 23 сентября 2005 года была проведена церемония, в ходе которой 99 буддистских монахов распевали мантры, успокаивающие этих духов, завершая 9 недельный обряд.
На территории аэропорта к 2014 году были установлены 7 домиков для духов, чтобы отвести несчастья. Бывший президент компанию AOT, управляющей аэропортом сказал, что первый домик для духов был установлен ещё до открытия аэропорта. Во время эвакуации из повреждённого во время посадки самолёта 9 сентября 2013 года некоторые пассажиры, по их словам, видели женщину одетую в традиционную тайскую одежду, которую используют стюардессы компании "Тайские авиалинии" . Однако экипаж самолёта перед посадкой переодевается в повседневную одежду. Один из пассажиров назвал призрак "ангелом-хранителем" спустившимся помочь потерпевшим безопасно покинуть самолёт. Некоторые сотрудники пожарно-спасательной части также периодически видели женщину в традиционной тайской одежде, гуляющей по территории аэропорта, вызывая радиопомехи.

### Деятельность в период эпидемииCovid-19
К началу 2022 года все 25 000 сотрудников аэропорта получили не менее трех доз вакцины, к весне 2022 года планировалось привить весь персонал четвёртой дозой вакцины. Аэропорт предоставил средства транспортировки по стандарту SHA Plus для перевозки клиентов программы Thailand Pass.
Здание SAT-1 (Midfield Satellite 1) планировалось в середине 2021 года использовать в качестве полевого госпиталя на 5000 мест.

## Галерея

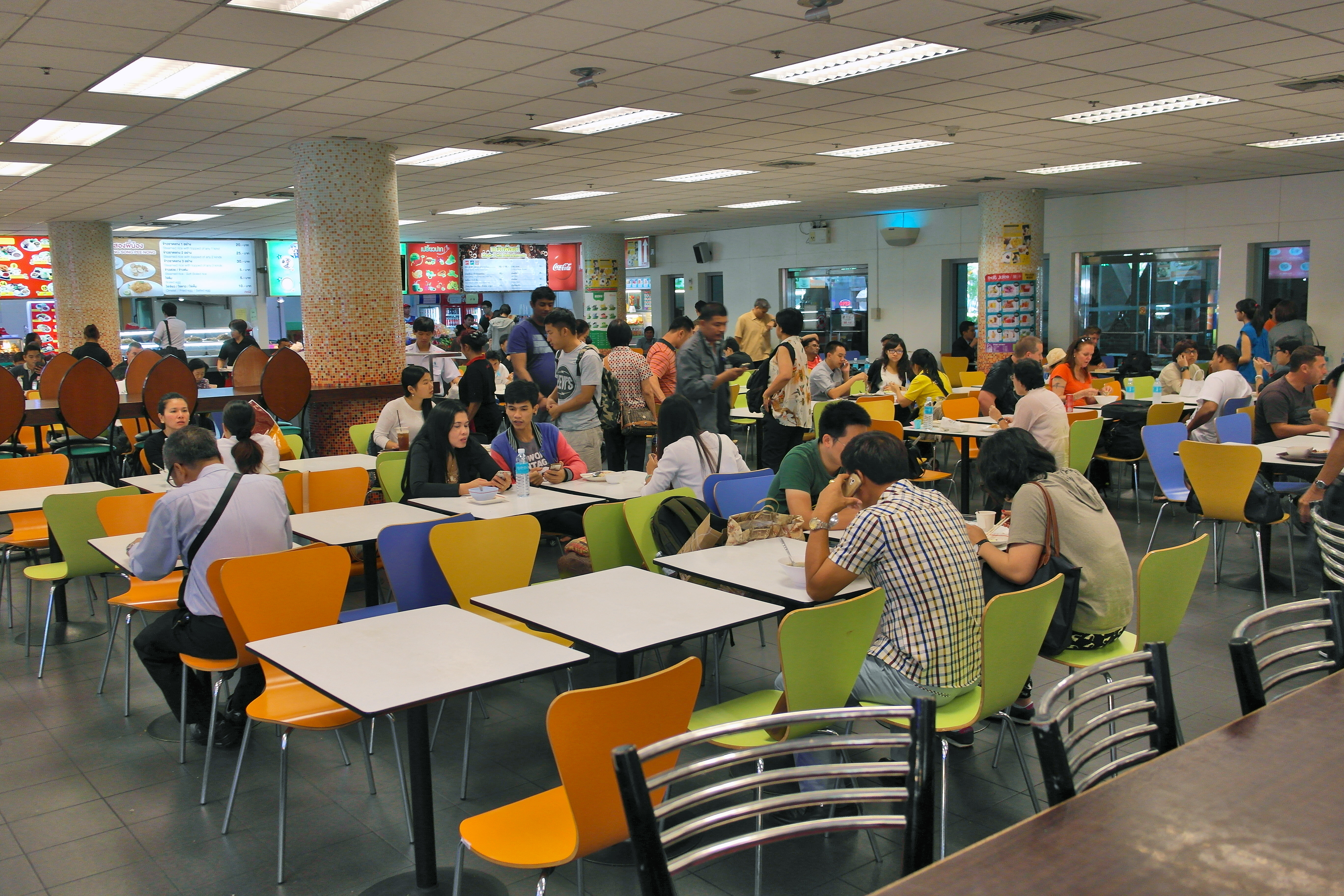
Кафе с общими столами в зоне прилёта
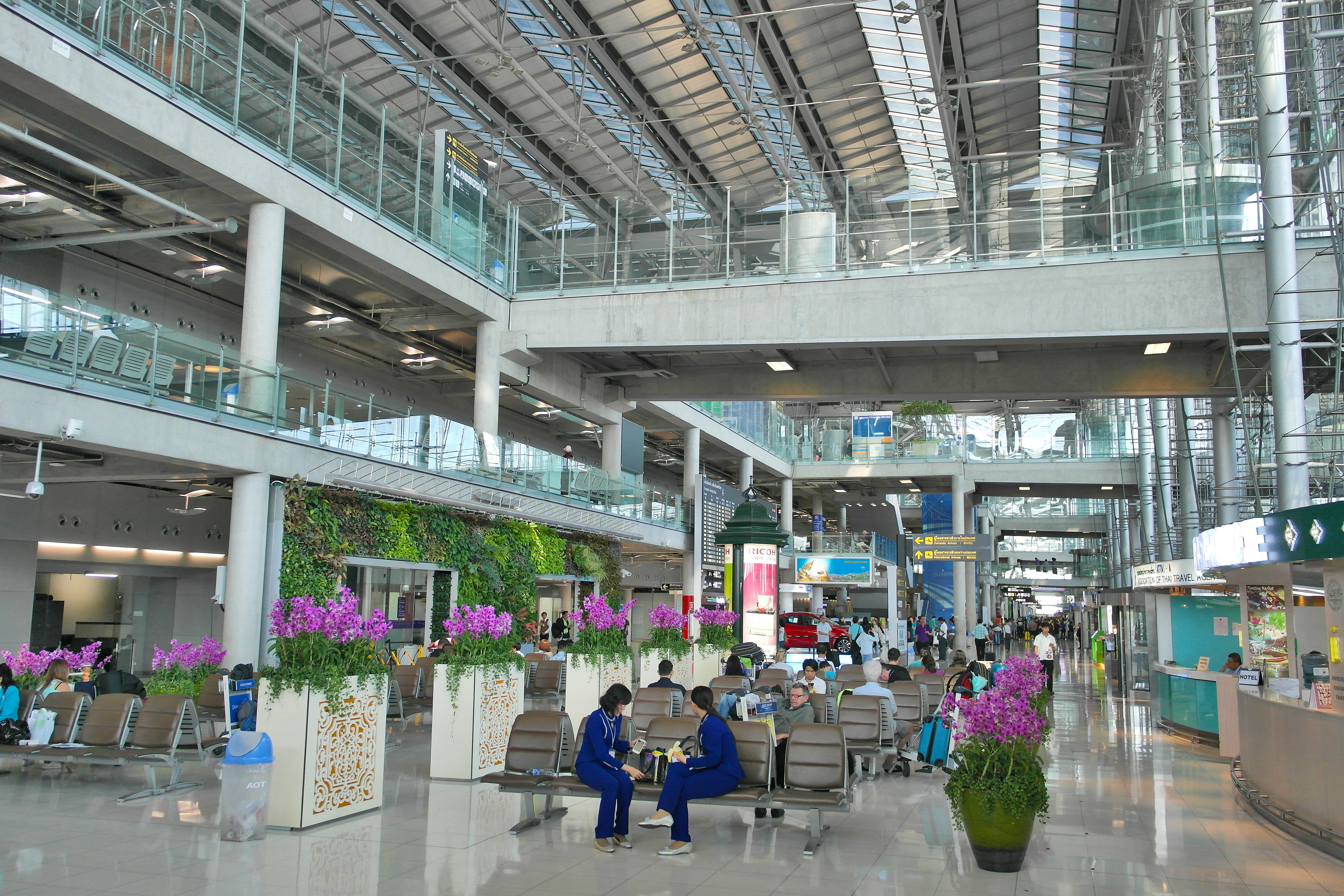
Зона прилёта
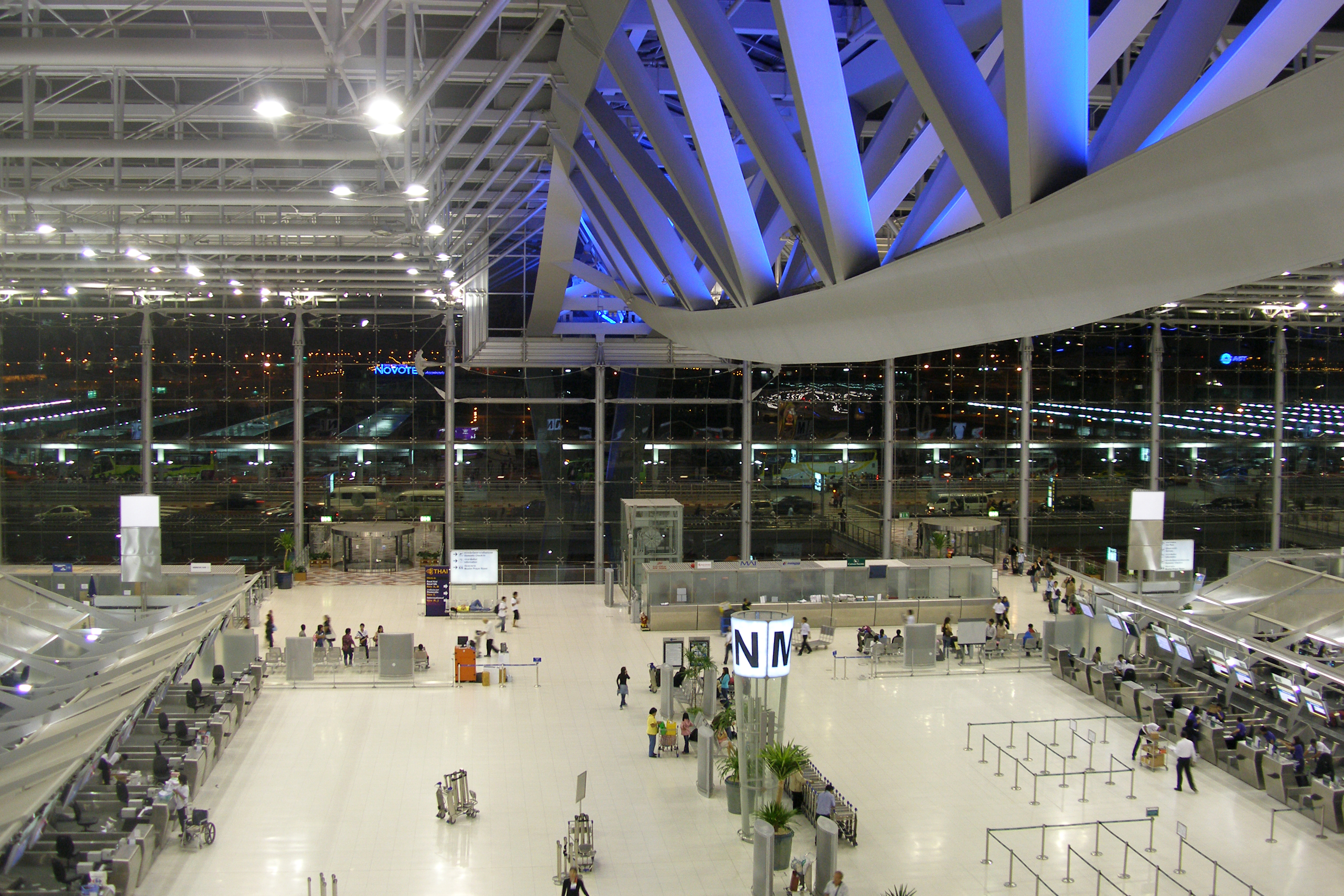
Зона вылета
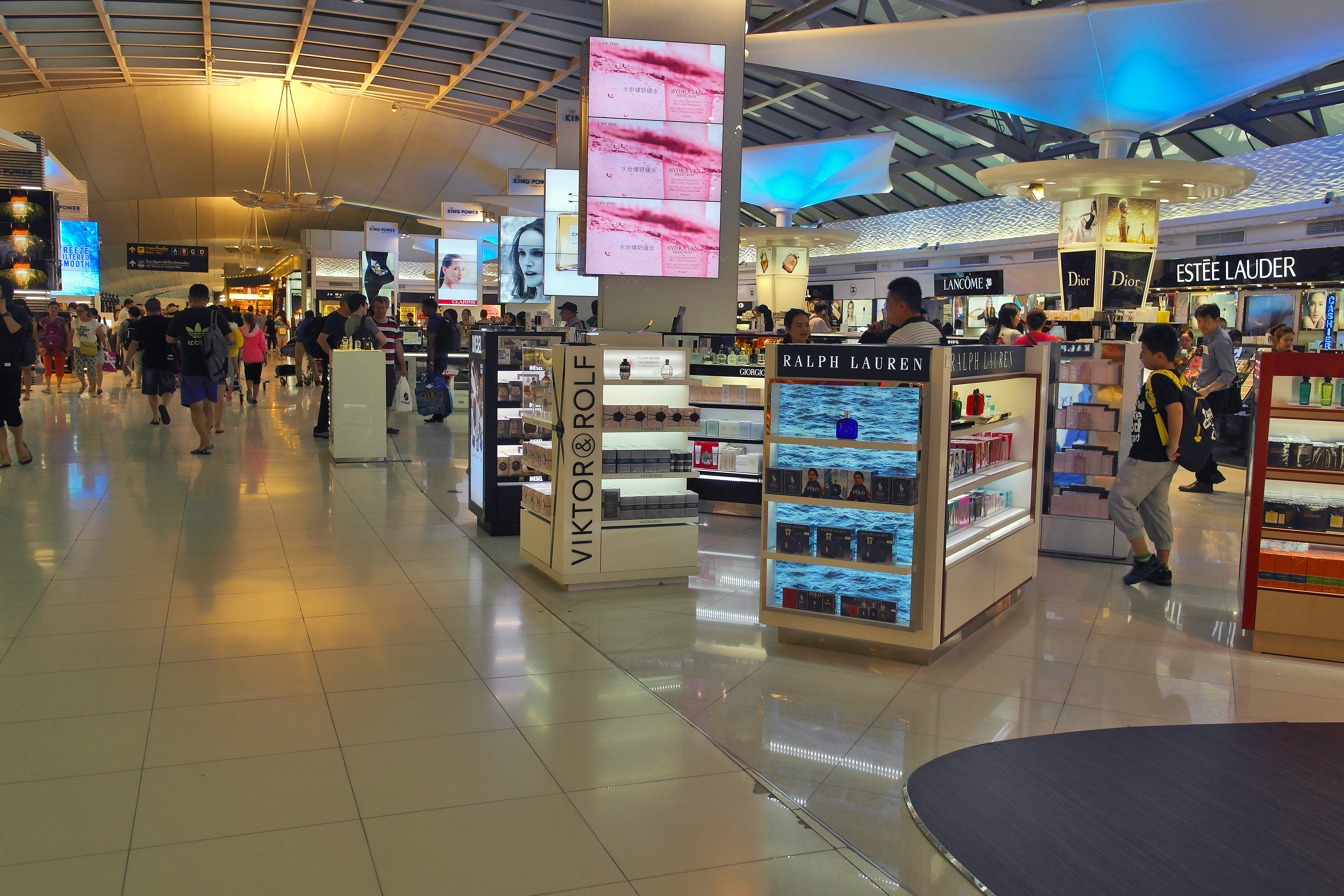
Магазины беспошлинной торговли
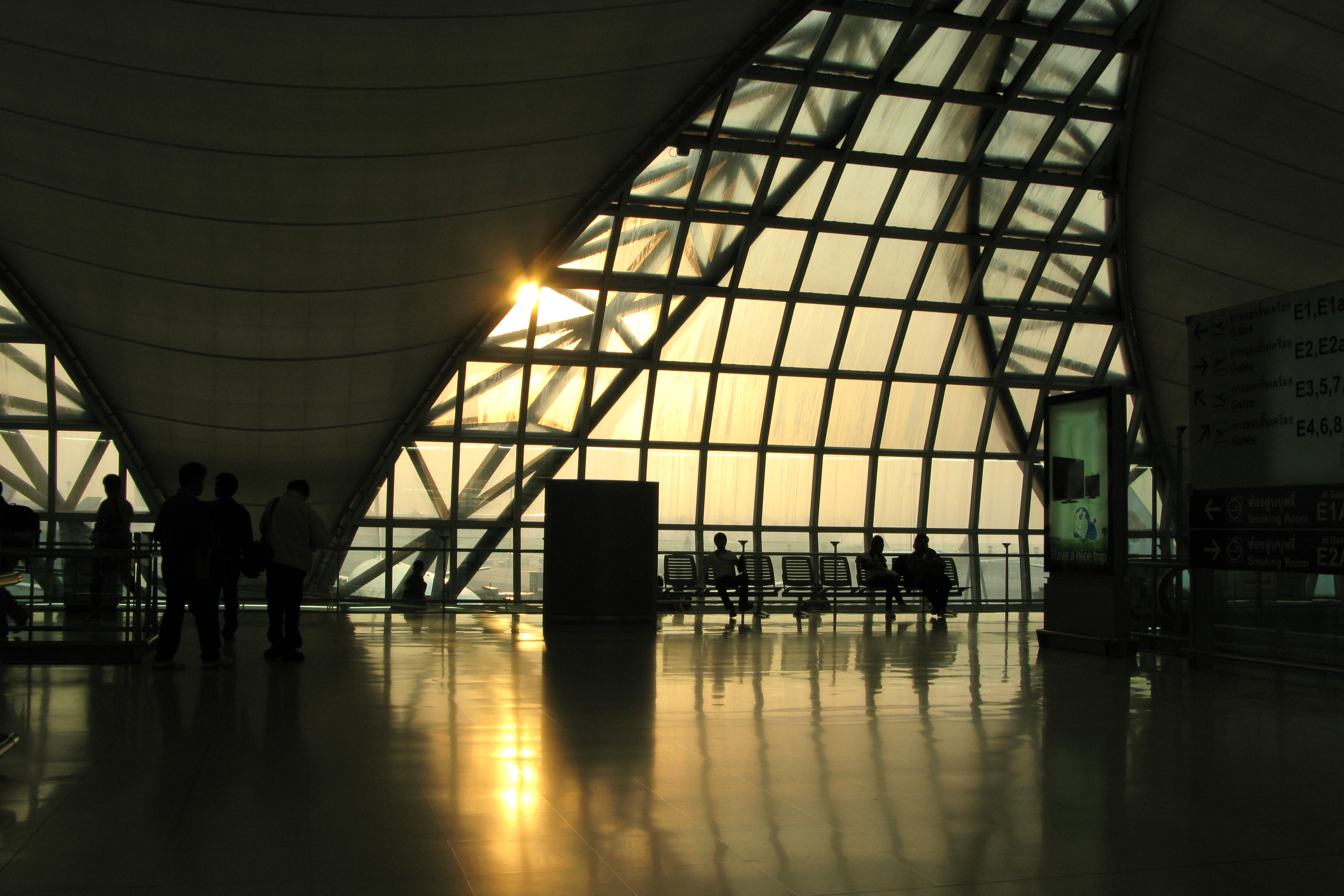
Интерьер
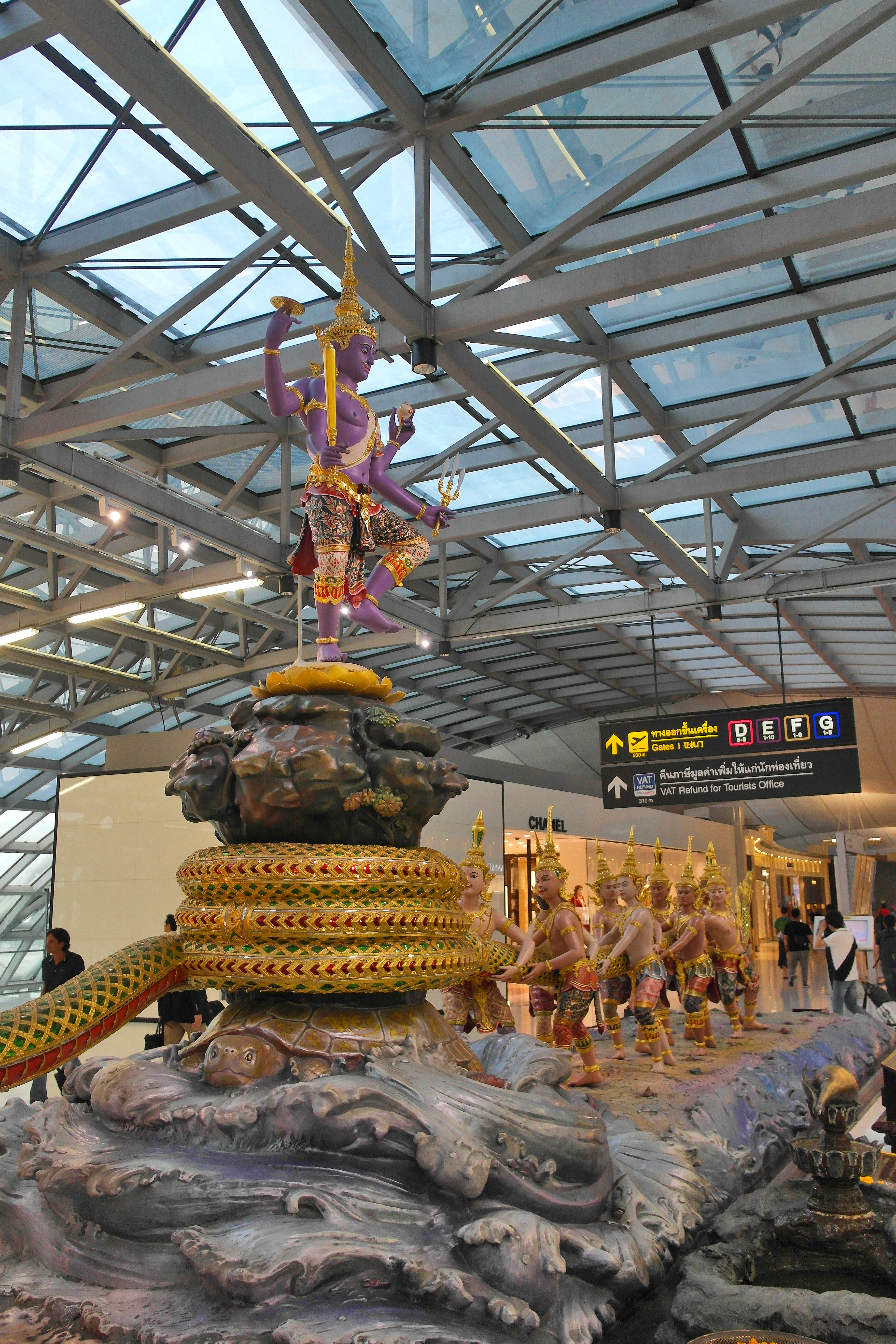
Украшения в зоне вылета. Пахтанье Молочного океана.
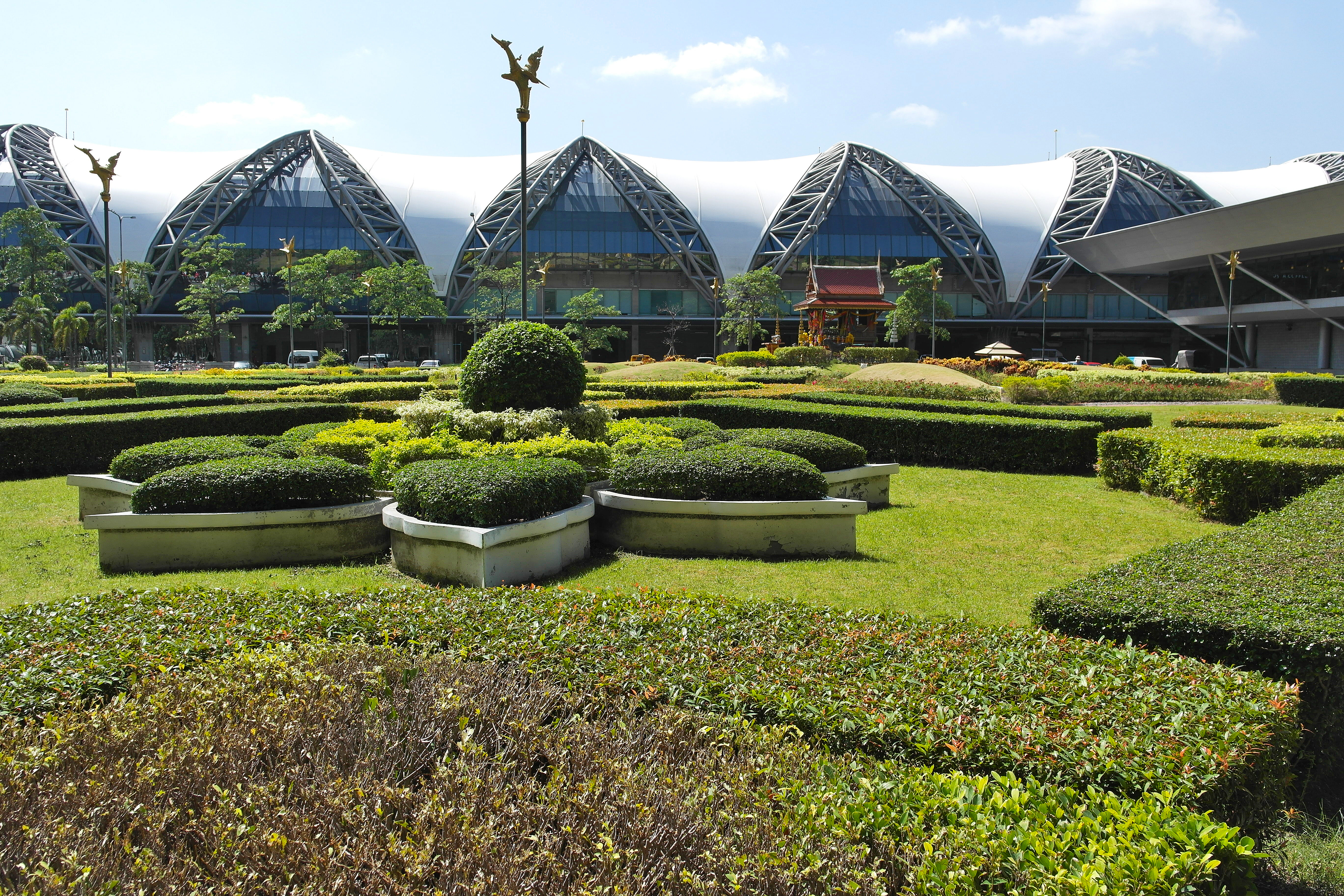
Центральная клумба в саду
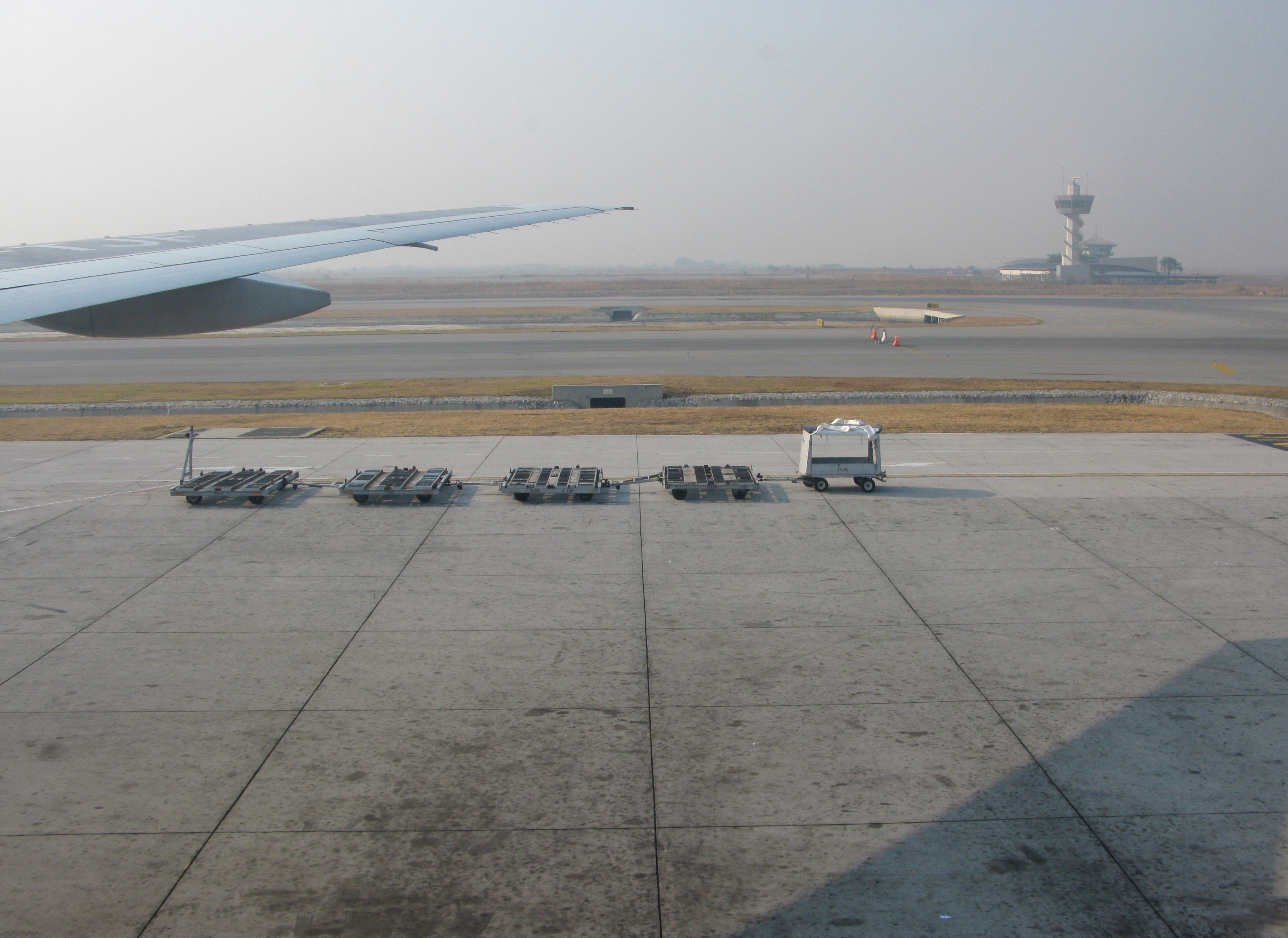
Взлетная полоса